# RMS Titanic
RMS Titanic (Royal Mail Steamer Titanic) var en oceanångare byggd 1909–1911 för atlantrutten Southampton–New York. Fartyget ritades av några av den tidens bästa ingenjörer och utrustades med den mest avancerade teknik som fanns tillgänglig. Det var vid tidpunkten för sjösättningen, tillsammans med sitt systerfartyg RMS Olympic, världens största passagerarfartyg. Titanic ägdes av White Star Line och byggdes vid Harland & Wolff i Belfast, Nordirland. 
Den 10 april 1912 lämnade Titanic Southampton i England för sin jungfruresa. Efter stopp i Frankrike och Irland lämnade hon den 11 april Europa och stävade ut på Atlanten mot slutdestinationen New York i USA. Strax före midnatt den 14 april kolliderade Titanic med ett isberg som skadade skrovet under vattenlinjen så pass allvarligt att hon på 2 timmar och 40 minuter sjönk till Atlantens botten varvid officiellt 1 514 (enligt olika rapporter mellan 1 490 och 1 635) personer omkom. Skeppets undergång blev därmed en av historiens största marina katastrofer i fredstid. En orsak till det stora antalet dödsoffer vid förlisningen var att fartyget, som hade ca 2 225 människor ombord, endast hade utrustats med livbåtar för 1 178 personer. En oproportionerligt hög andel män fanns bland dödsoffren då man prioriterade att rädda kvinnor och barn.
Många chockades av fartygets öde, då det trots mödan som lagts på att åstadkomma ett säkert och – som gjorts gällande – så gott som osänkbart fartyg, ändå hade förlist. Mediernas myckna skrivande om offer och överlevande i dramatiska reportage, stora förändringar i sjörätten i katastrofens efterspel och upptäckandet av vraket 1985 är alla faktorer som genom åren bidragit till att upprätthålla intresset för Titanic och den mytbildning som omgärdar skeppets öde.

## Bakgrund
Rederiet White Star Line, grundat 1845 av Henry Wilson och John Pilkington, drev en fartygsflotta som seglade på traden mellan Storbritannien och Australien. När rederiet gick i konkurs 1868 köptes det upp av den skotske affärsmannen Thomas Henry Ismay som företog en genomgripande förändring av produktionen, från segeldrivna fartyg till tillverkning av moderna ångfartyg. Vid 1800-talets slut var emigrationen från Europa till andra sidan Atlanten omfattande, och efterfrågan på välrustade transportfartyg ledde till etablering av allt fler rederier. Ledningen för White Star Line beslöt att möta den hårdnande konkurrensen med fartyg som var både större och snabbare än tidigare. När Thomas Ismay avled 1899 tog hans son Joseph Bruce Ismay över direktörskapet.
År 1902 köptes rederiet upp av den amerikanska bankiren John Pierpont Morgan som hade för avsikt att förvärva alla rivaliserande rederier för att foga in dem under en enda organisation: International Mercantile Marine Co. I och med köpet blev White Star Line ett amerikanskt rederi, men Morgan lät både företagets fartyg och ledning förbli brittiska och Ismay blev efter några år ny president för IMMC.
| William James Pirrie och Joseph Bruce Ismay. |  | William James Pirrie och Joseph Bruce Ismay. |
| William James Pirrie och Joseph Bruce Ismay. |  |                                              |

År 1907 möttes Ismay och den kanadensiska affärsmannen William James Pirrie, delägare till ingenjörsfirman och skeppsvarvet Harland & Wolff i Belfast; ett företag som var världsledande inom skeppsvarvsindustrin och det varv som byggde White Star Lines alla nya fartyg. Fram växte en idé (förmodligen ursprungligen Pirries) om att bygga tre gigantiska Atlantfartyg och snart förbereddes bygget av de tre systerfartygen Olympic, Britannic och Titanic som skulle bli de mäktigaste världen hade skådat. Thomas Andrews, en erfaren skeppsman och chef för Harland & Wolff design fick uppgiften att övervaka designen och konstruktionen av Titanic.
En av White Star Lines huvudrivaler var brittiska Cunard Line som fokuserade på hastighet i sina fartygskonstruktioner, och rederiets passagerarfartyg RMS Lusitania och RMS Mauretania, med en maxfart på 26 knop, blev omedelbara succéer när de sattes i trafik 1907 och 1908. White Star Line ansåg att bränslekostnaden gjorde det ekonomiskt oförsvarbart att satsa på hög fart och man beslöt därför att maxhastigheten skulle vara 22 knop och satsade istället på storlek, bekvämlighet och inredning. Tidskriften Shipbuilder skrev så här angående syftet med en resa med någon av de tre systrarna:
| ” | En passagerare på ett av dessa fartyg får visserligen inte äran att resa med det snabbaste skeppet på Atlanten, men han kompenseras av många andra fördelar vad beträffar bekvämligheter till havs och fler och större valmöjligheter när det gäller passagerarutrymmen. | „ |

Byggandet av Olympic inleddes i december 1908 och tre månader senare, 31 mars 1909, inleddes kölsträckningen av Titanic. De två fartygen kom att färdigställas sida vid sida på Harland & Wolffs skeppsvarv i Belfast.

## Byggande och sjösättning

### Två skepp sida vid sida

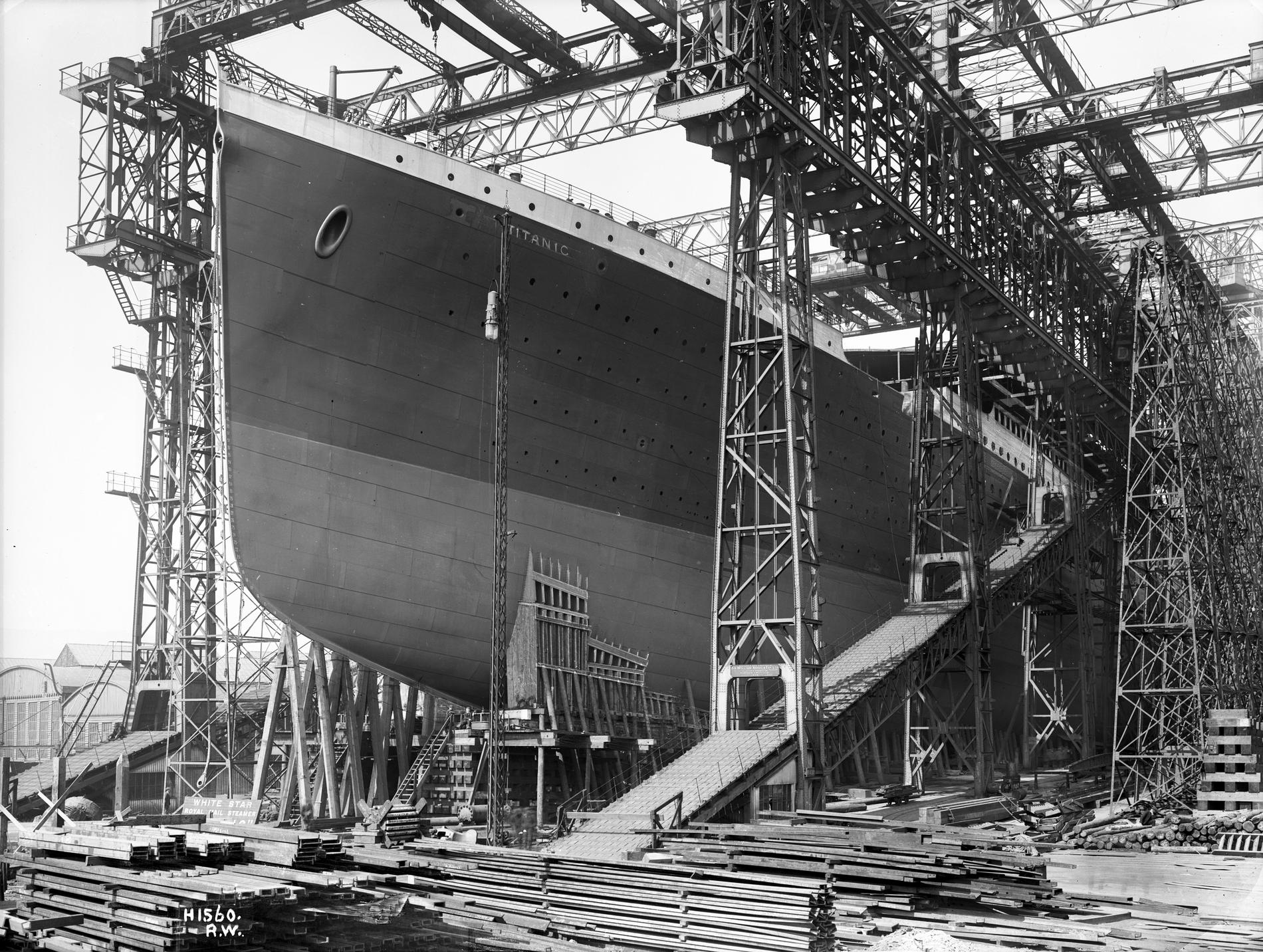
Titanic på varvet 1911.

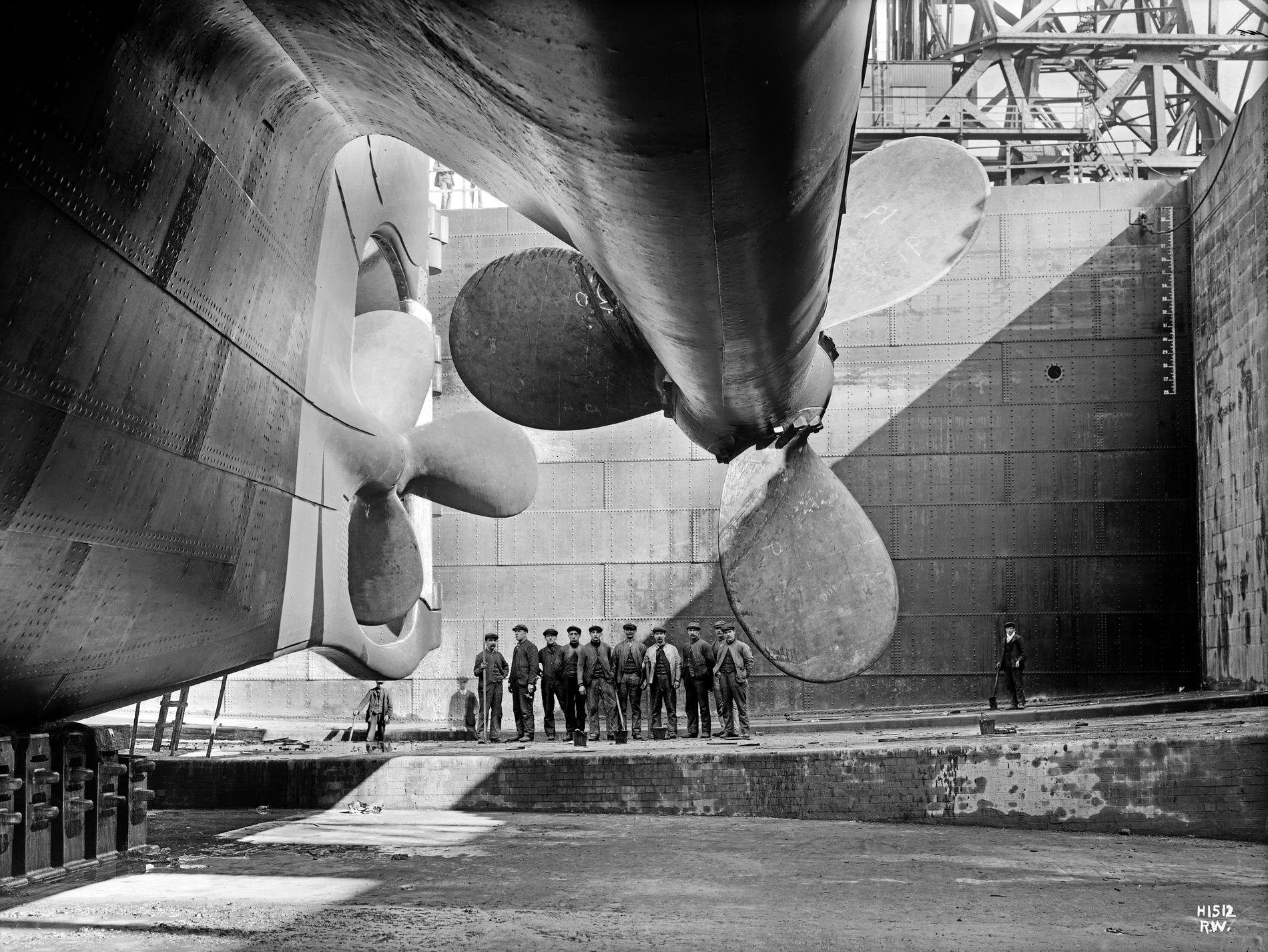
Några av varvsarbetarna intill Titanics roder och propellrar.

Titanic och hennes systerfartyg utgjorde en stor teknisk utmaning för Harland och Wolff då inget varv någonsin försökt att konstruera ett fartyg av denna storlek. Skeppen byggdes på Queen's Island, i dag känt som Titanic Quarter, i hamnen i Belfast. Man fick lov att riva tre befintliga slipar och bygga två nya, de största som någonsin dittills byggts, för att rymma båda fartygen. Byggandet av skeppen skulle sedan underlättas av en enorm brygga byggd av Sir William Arrol & Co., ett skotskt företag som ansvarat för byggandet av Forth Bridge och Londons Tower Bridge. Bryggan var 69 m hög, 82 m bred och 260 m lång och vägde mer än 6 000 ton och kunde rymma ett antal mobilkranar. En flytande kran med en lyftkapacitet på 200 ton togs in från Tyskland.
Byggandet av Olympic och Titanic ägde rum nästan parallellt, med byggstart den 16 december 1908  respektive den 31 mars 1909. Olympic kom att sjösättas strax före Titanic och de lärdomar man drog var till nytta vid Titanics slutkonstruktion. Fartyget kunde därför göras än mer luxuöst för förstaklasspassagerarna än sitt redan lyxiga systerfartyg. Båda fartygen tog ungefär 26 månader att färdigställa och följde i stort samma byggprocess. De var först utformade som enorma flytande lådor med kölarna som ryggrad och med skrovens spant som revben. Vid fartygens nedre bas fanns en dubbel botten (1,6 m djup) som stöttade upp de 300 upp till 20 m långa spanten, alla med ett avstånd på 61 eller 91 cm från varandra. De avslutades vid bryggdäcket (B-däck) och täcktes med stålplattor som bildade fartygens yttre skal.
De 2 000 skrovplåtarna var utskurna delar av valsad stålplåt, drygt nio meter långa och sex meter breda, och upp till tre ton tunga med en tjocklek på 1–1,5 tum (2,5–3,8 cm). Skroven konstruerades i halvkravell, det vill säga att de nedre borden sammanfogades med klinkteknik, varefter man i skrovens raka lodräta del övergick till en kravellvariant med omväxlande inre och yttre bord som överlappade varandra. De olika svetsningsmetoder som idag är självklara i varvsindustrin var fortfarande i sin linda och i likhet med majoriteten av den tidens järn- och stålkonstruktioner hölls skrovet ihop med nitar. De monterades antingen med hydrauliska maskiner eller manuellt. Runt tre miljoner nitar krävdes och deras samlade vikt var cirka 1 200 ton.
På 1990-talet konstaterade några materialforskare att de stålplattor som användes hade en benägenhet att bli särskilt spröda i kyla och att denna skörhet förvärrade slagskadorna och påskyndade skeppets undergång. Det antas dock att stålplattorna var av god kvalitet enligt tidens normer, men att den var underlägsen det stål som kom att användas för skeppsbyggnadsändamål under kommande decennier tack vare framsteg inom metallurgin.
Arbetet med att bygga fartygen var svårt och farligt. För de 15 000 män som arbetade vid Harland och Wolff var säkerhetsåtgärder i bästa fall rudimentära. Mycket av arbetet var farligt och utfördes utan någon säkerhetsutrustning som hjälmar eller säkerhetsskydd på maskinerna. Därför kunde man också förvänta sig både skador och till och med dödsfall under arbetet. Under byggandet av Titanic  registrerades 246 skador, 28 av dem ”svåra”, som armar som brutits av maskiner eller ben som krossats under fallande stålstycken. Sex personer dog ombord på själva fartyget medan hon byggdes och utrustades och ytterligare två dog i olika varvsbyggnader. Strax före sjösättningen dödades dessutom en arbetare när ett trästycke föll på honom.

### Sjösättning

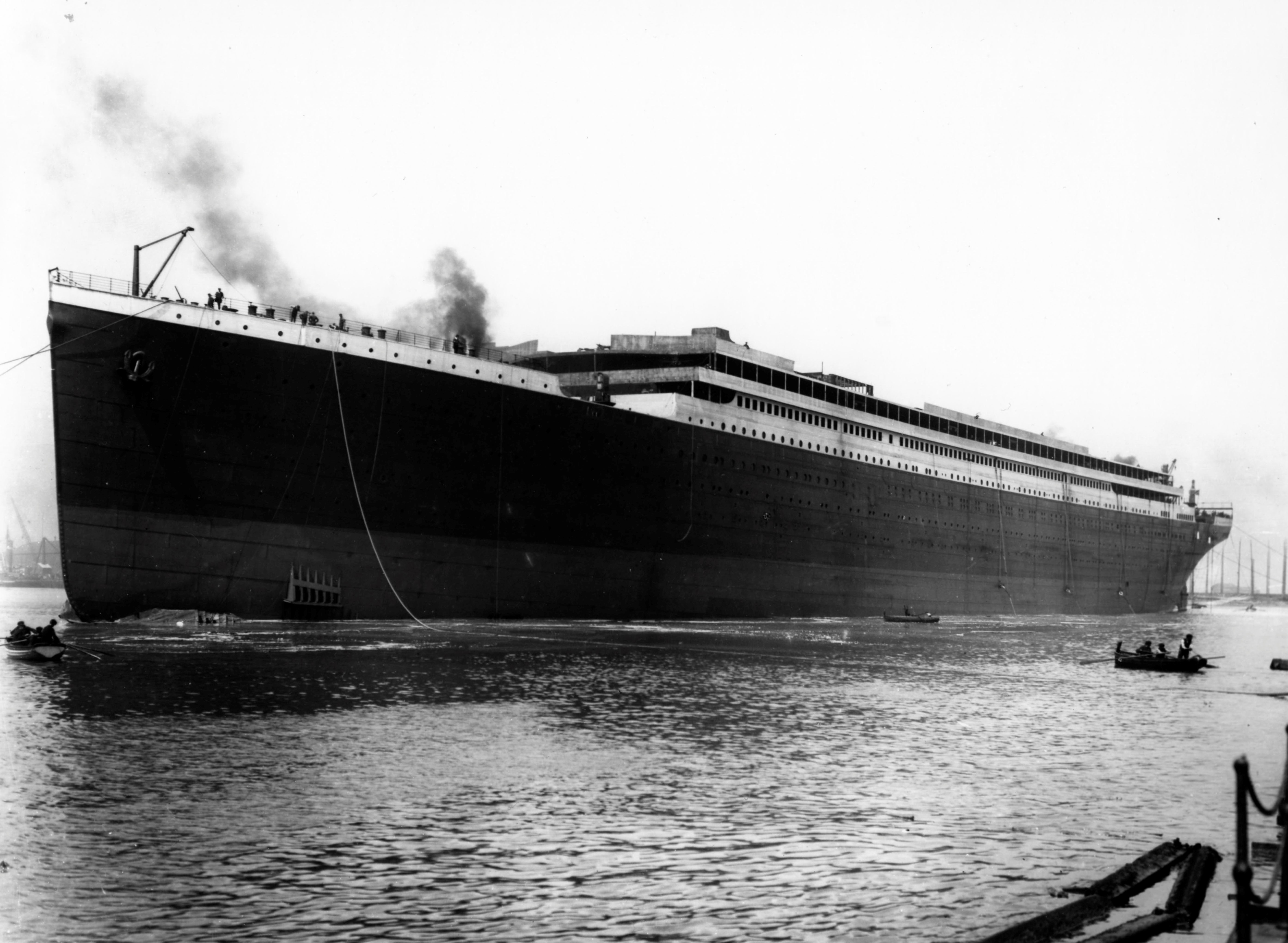
Titanic sjösätts.

Sjösättningen av Titanic den 31 maj 1911 ledde till stor uppståndelse, dock inte lika stor som för Olympic sju månader tidigare. Nästintill alla ledande personer bakom byggandet, som J. P. Morgan, Bruce Ismay och fartygskonstruktören Thomas Andrews med flera, var närvarande när deras skapelse skulle eskorteras från land till öppet vatten. Uppemot 100 000 personer samlades intill Belfasts närliggande stränder och hamn för att skymta det stora fartygets väg ned till vattnet. En röd flagga hissades i dess akter för att visa att det var snart dags.
Som brukligt var hade stapelbädden täckts med ett tumtjockt lager av en illaluktande blandning av tvål, talg och tran för att främja en bekymmersfri glidfärd ned i floden Lagan. Sjösättningen genomfördes utan några som helst problem trots skeppets gigantiska storlek, och efter bara 62 sekunder befann sig Titanic flytande i vattnet. I enlighet med White Star Lines traditioner blev fartyget inte formellt namngivet eller döpt med champagne. Fartyget bogserades till en utrustningskaj, där hennes motorer, skorstenar och överbyggnad under det närmaste året installerades och hennes interiör passades in. Hon blev därpå inredd med alla de träarbeten, dekorationer, elektriska system och maskiner som behövdes. Titanic var sedan ett populärt ämne och nämndes ofta i både massmedia och reklam redan före sin jungfruresa. I tidningarna kom det närapå dagligen stora reportage angående dess storlek, lyx och elegans. I reklam användes hon mycket flitigt, inte minst av ägarrederiet, White Star Line. När bolaget sedan gjorde sin Europareklam framhävdes det ofta att Olympic och Titanic var skepp som var så gott som osänkbara. Uttrycket kom snart att spridas över hela världen och förvandlades därpå till en ”slogan: ”Olympic och Titanic – de osänkbara skeppen”.

## Konstruktion

### Dimensioner och layout
Titanic var 269,1 m lång (882 fot 9 tum) med en största bredd av 28,2 m (92 fot 6 tum). Hennes totala höjd, mätt från botten av kölen till toppen av bryggan, var 32 m (53,33 m till toppen av skorstenen). Hon hade ett djupgående på 10,54 m och uppmätte 46 328 bruttoregisterton, 39 380 ton tomvikt och 13 767 dödviktston i kapacitet.

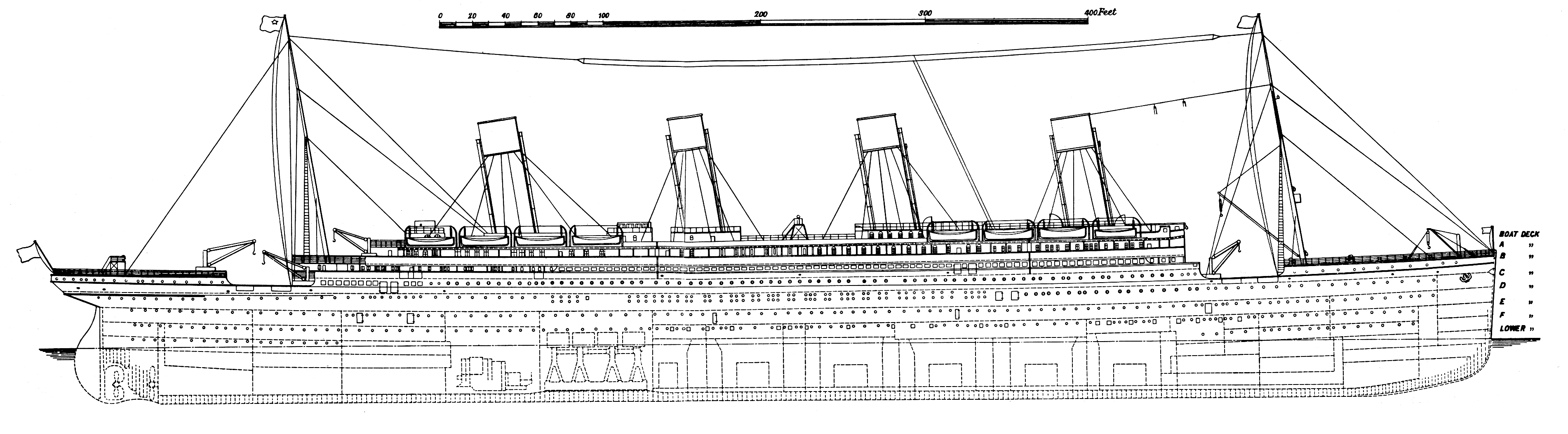
Titanic och de olika däckens nivåer.

Alla tre fartygen i Olympic-klassen (Titanic, Olympic och senare också Britannic) hade tio däck (befälets översta avdelning oräknad), varav åtta var för passagerarna. Uppifrån räknat var de:
- Båtdäck, där livbåtarna fanns. Kommandobryggan och styrhytten var vid den främre delen, framför däcksbefälets bostäder. Bryggan stod 2,4 meter över däcket och sträckte sig ut till båda långsidorna så att skeppet kunde kontrolleras vid dockning. Styrhytten var belägen precis bakom och över bryggan. Ingången till förstaklassavdelningens ”Grand Staircase” (stor, utsmyckad trappa) och gym var belägen mitt på skeppet ihop med det upphöjda taket i förstaklass-loungen, medan man på den bakre delen av däcket kunde se taket av förstaklass rökrum och den relativt blygsamma andraklass-entrén. Det trätäckta däcket var uppdelat i fyra åtskilda promenadstråk för befälet, förstaklasspassagerare, fartygsingenjörer och andraklasspassagerare. Däcket flankerades av livbåtar förutom i förstaklassområdet där det fanns en öppning för utsiktens skull.[44][45]
- A-däck, även kallat Promenaddäck, sträckte sig längs överbyggnadens alla 166 m i längd. Det var uteslutande reserverat för förstaklasspassagerare och innehöll förstaklasshytter, förstaklassloungen, rökrum, läs- och skrivrum och kaféerna Palm Court och Verandah.[44]
- B-däck, Bryggdäck, var det överst bärande däcket och skrovets högsta nivå. Här var ytterligare förstaklasspassagerares boenden belägna med 6 st palatsliknande rum med egna privata promenadstråk. Här fanns också de lyxiga A La Carte Restaurant och Café Parisien enkom för första klasspassagerarna, men också ett rökrum för andra klass. I den upphöjda delen framför masten, så kallade ”Backen”, för om kommandobryggan, fanns lastlucka nr 1 (huvudluckan till lastrummet), åtskilliga delar av maskiner och plats för ankare (Denna del var avstängd för passagerare. Den berömda scenen i fartygets för i filmen Titanic från 1997 skulle således inte ha kunnat hända i verkligheten). Akter om bryggdäck var det uppbyggda Poopdäcket, 32 m långt, som användes som promenadutrymme av tredjeklasspassagerare. Det var här många av Titanics passagerare och besättning befann sig när fartyget sjönk. ”Backen” och Poop-däck separerades från Bryggdäcket av Welldäck.[46][47]
- C-däck, Skyddsdäck, var den högsta däcket som löpte oavbrutet från för till akter. Det inkluderade båda Welldäcken med den bakre delen fungerande som en del av tredjeklass promenadstråk. Besättningens hytter var inrymda under ”Backen” och tredjeklass offentliga rum var belägna under Poop-däck. Mellan dessa fanns majoriteten av förstaklasshytterna och andraklass-biblioteket.[46][48]

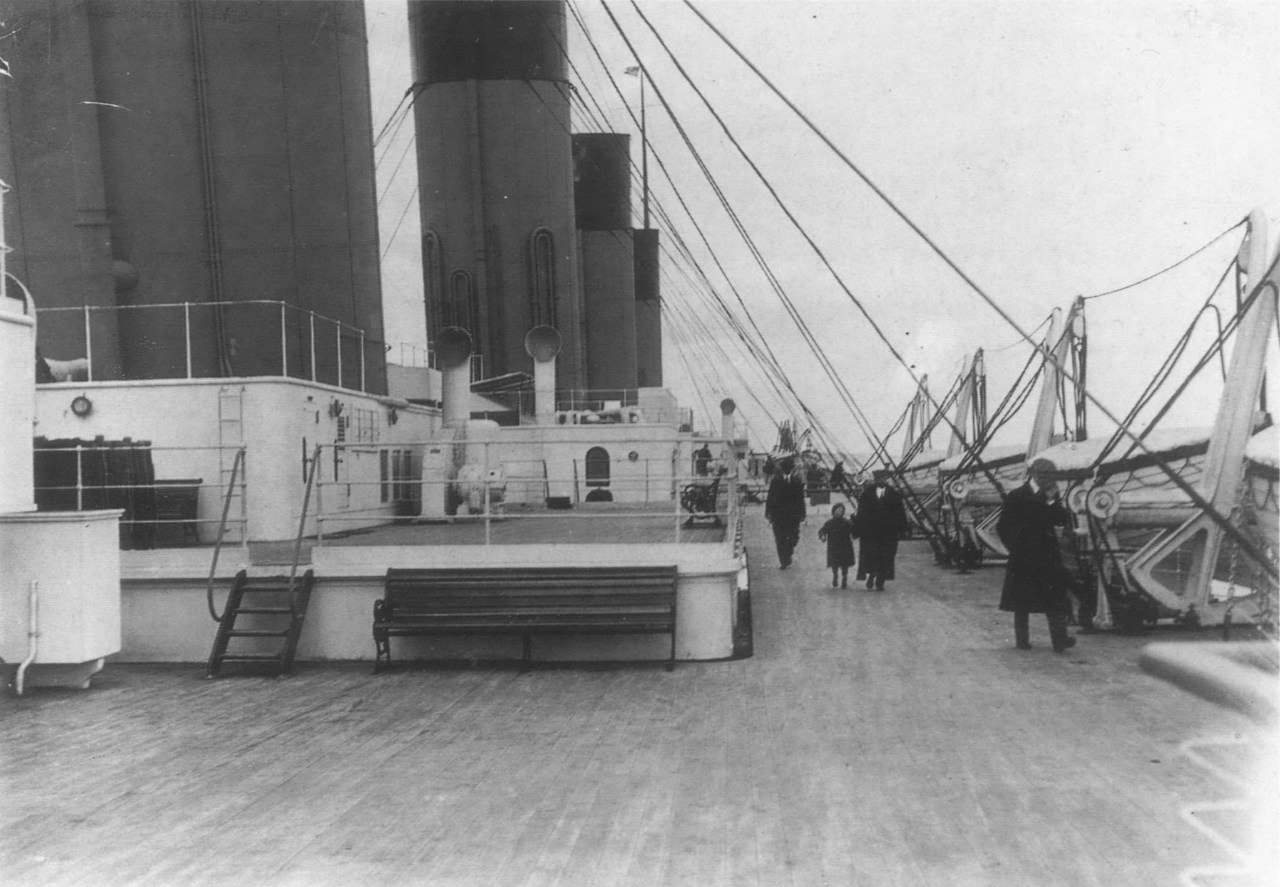
Andraklass-sektionen av Båtdäck.

- D-däck, Salongsdäck, dominerades av tre stora offentliga rum: första klass receptionsrum, första klass matsal och andra klass matsal. Ett öppet utrymme tillhandahölls också för tredjeklasspassagerare. Dessutom hade första-, andra- och tredjeklasspassagerare hytter på detta däck, med sovplatser för eldare framme i fören. Detta var den högsta nivån som nåddes av fartygets vattentäta skott (dock endast åtta av de femton skotten).[46][49]
- E-däck, Övre däck, användes främst för passagerarboende för alla tre klasser plus kojar för kockar, sjömän, hyttuppassare och koltrimmare. Längs med långsidan löpte en lång passage med smeknamnet Scotland Road, med hänvisning till en berömd gata i Liverpool. Smeknamnet användes av tredjeklasspassagerare och besättningsmedlemmar.[46][50]
- F-däck, Mellandäck, var det sista kompletta däcket vilket främst innehöll hytter för andra- och tredjeklasspassagerare och flera avdelningar för besättningen. Tredje klass matsal var också placerad här, liksom poolen och det turkiska badet.[46][50]
- G-däck, Nedre däck, var det lägsta däck som inhyste passagerare och hade de lägst placerade fönsterventilerna, strax ovanför vattenlinjen. Squashbanan var belägen här tillsammans med postkontoret där brev och paket sorterades, färdiga för leverans när fartyget lade till i hamn. Mat lagrades också här. Däcket var på flera ställen avdelat beroende på att det underliggande däcket med pann-, maskin- och turbinrummen behövde större utrymme i höjdled.[46][51]
- Lägsta däcken, det så kallade ”Orlop-däck”, och Tankdäck under det, var fartygets båda lägsta däck, belägna under vattenlinjen. Orlopdäck användes som lastutrymmen medan tankdelen - i inre botten på fartygets skrov - utgjorde en plattform där fartygets pannor, motorer, turbiner och elgeneratorer fanns. Detta område av fartyget bestod av maskin- och pannrum, utrymmen som passagerare inte hade tillträde till. De var sammankopplade med de högre belägna däcken genom tvillingspiral-trappor nära fartygets för som löpte ända upp till D-däck.[46][51]

### Funktioner och inredning
Ombord fanns det mesta att tillgå då Titanic hade byggts för att överträffa alla sina rivaler gällande lyx och överdåd. Hennes interiör avvek från den för andra passagerarfartyg, som ofta var inredda i en ganska tung stil liknande en herrgård eller ett engelskt lanthus.

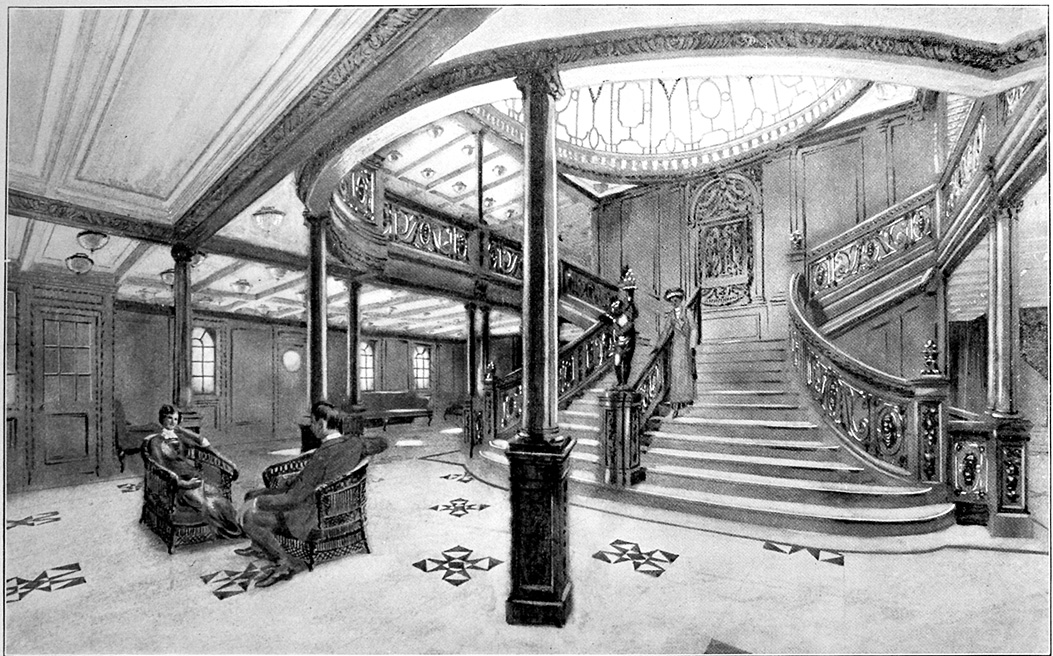
Titanics berömda ”Grand Staircase”.

Titanic inreddes i en lättare stil som kan jämföras med dagens högklassiga hotell – Ritz Hotel var vid tiden en referenspunkt – med förstaklasshytterna i Empir-stil. En mängd andra dekorativa stilar, med inspiration från Renässansen till Ludvig XV, användes också för att dekorera hytter och offentliga rum i fartygets första- och andraklassutrymmen. Syftet var att ge passagerarna ett intryck av att de var på ett flytande hotell snarare än på ett skepp.
Bland de nyare funktionerna som fanns tillgängliga för förstaklassresenärer var en saltvattenpool, gymnastikhall, squashplan, och ett turkiskt bad som omfattade elbad (tidig form av solarium), ångbastu, svalt rum, massagerum och varmt rum. De gemensamma utrymmena i första klass var imponerande och utförligt inredda. De innehöll en lounge i stil med Versailles slott, ett enormt receptionsrum, ett rökrum (för män) och ett läs- och skrivrum.
I kulinarisk väg fanns en à la Carte-restaurang i stil med Ritz Hotel som drevs av den berömda italienska restauratören Gaspare ”Luigi” Gatti. Ett Café Parisien inrett i stil med ett franskt trottoarkafé, komplett med murgröntäckta spaljéer och rottingmöbler drevs i anslutning till restaurangen. För en extra kostnad kunde förstaklassresenärerna njuta av den finaste franska haute cuisine i de mest luxuösa omgivningar. Man kunde inta sitt eftermiddagste på ett café där även buffémåltider serverades, med vacker utsikt över havet. Matsalen på D-däck var fartygets största rum med sina 35 gånger 25 meter med en kapacitet på uppemot 600 passagerare åt gången. Ytterligare tre matsalar av lite mindre storlek fanns ombord
Fartyget var vidare inrett med vackert snidade trappor, dyrbara möbler och väggarna var prydda med utsökta målningar. Särskilt i första klass var lyxen iögonfallande. Biljettpriset här var högt, men man hade gjort sitt bästa för att ge passagerarna valuta för pengarna. Man kunde välja rum och hytter i olika varianter av stilar. Man kunde om man så önskade t  o m hyra sig en alldeles egen liten våning ombord. De rymliga hytterna, samtliga med tillgång till rinnande vatten (även för tredje klass), var inredda av skickliga hantverkare och finsnickare med samma influenser som i första klass även om de här var mindre lyxiga Förstaklassens salong var dekorerad med utsmyckade träpaneler, dyra möbler och andra dekorationer. Fartyget hade för sin tid mycket avancerade funktioner. Hon hade tre elektriska hissar i första klass och en i andra klass. Hon hade också ett omfattande elektriskt delsystem med ångdrivna generatorer vilka skulle förse elektriska lampor med ström.
Ett av Titanics mest karakteristiska drag var den utsmyckade trappan i första klass, känd som ”Stora trappan” (eng. Grand Staircase eller Grand Stairway). Byggd av solid engelsk ek med en svepande kurva löpte trappan genom sju däck av fartyget, från båtdäck ner till E-däck, innan den avslutades i en förenklad avslutning på F-däck. Den var täckt med en kupol av smidesjärn och glas som medgav naturligt ljus till trapphuset. Varje trappavsats gav tillträde till utsmyckade entréhallar med panel i William & Mary-stil och lampor i kristall och brännförgylld brons.

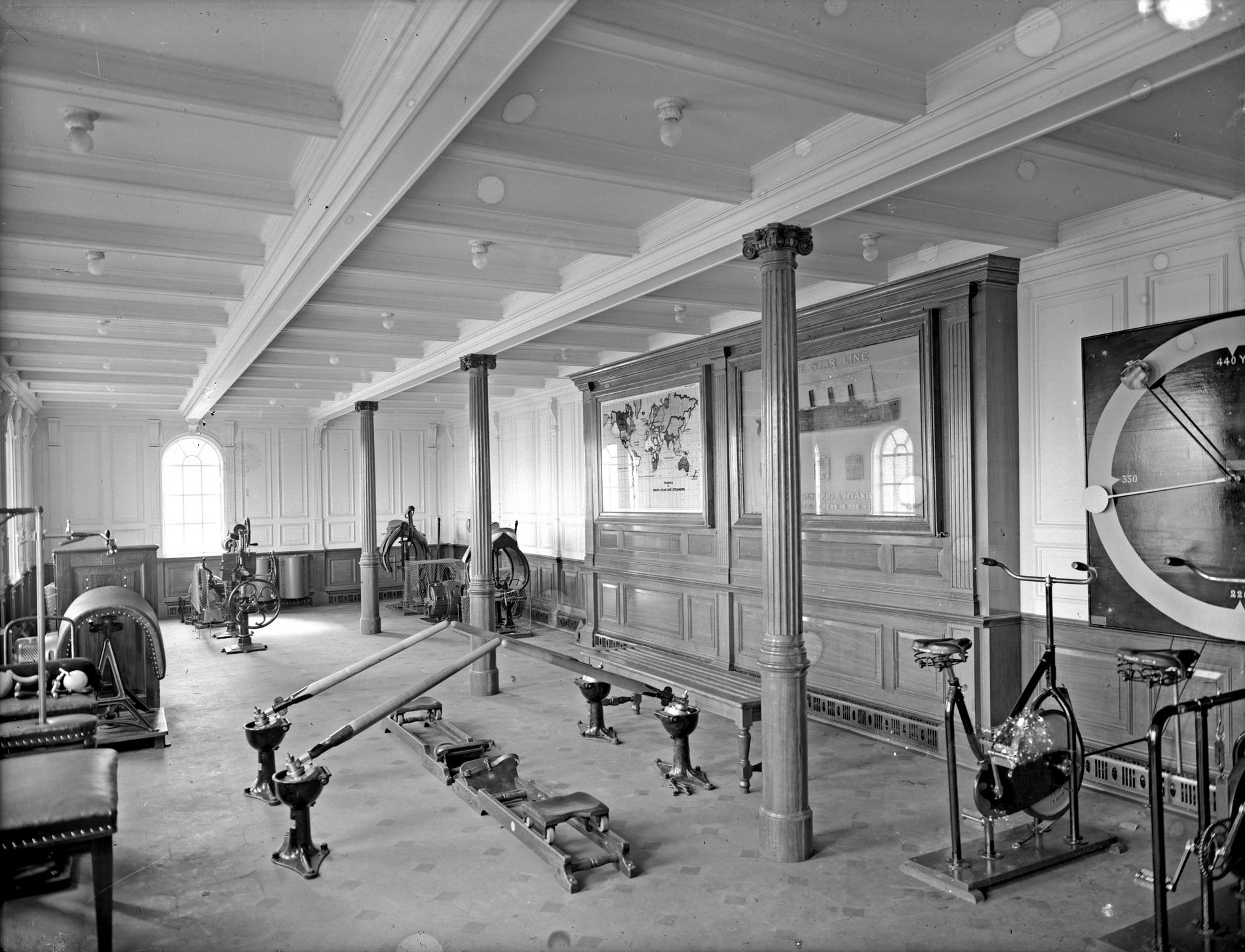
Gymnastiksalen ombord på Titanic.

Personer som reste i andra klass fick även de leva lyxigt om man jämförde med många andra skepp på den här tiden. Här fanns ett flertal moderna salar inredda i brittisk stil med exempelvis ekpaneler och takstuckatur. Hytterna i andraklass var fräscha och rymliga med tillgång till toaletter, tvättfat och sängplatser för upp till 4 personer. Passagerarna i andra klass kunde även ta sig från olika avdelningar med hjälp av hissar, dock inte lika moderna som i första klass. Man hade också, liksom de i första klass, bibliotek och frisersalonger samt ett mycket uppskattat promenadutrymme på båtdäck.
Att resa med tredje klass på Titanic var också det bättre och bekvämare än vad det var på andra skepp. När dessa ofta endast tillhandahöll sovsalar med öppen koj erbjöd White Star Line-fartygen sina tredjeklasspassagerare privata, små men bekväma hytter som rymde två, fyra, sex, åtta eller tio passagerare. Hytterna var dock belägna långt nere i skeppet vilket gjorde att man kunde höra ljuden från maskineriets motorer. Man hade ändå en stor matsal, ett rökrum och ett eget däck, kallat ”poopdäck”. Korridorerna var oftast trånga och konstruerade med många trappor.

### Teknik

#### Motorer och pannor

En trippel-expansionsmotor i arbete.

Titanic var utrustad med tre huvudmotorer – två fyrcylindriga kolvmotorer, så kallade trippel-expansions-ångmotorer och en centralt placerad lågtrycks-ångturbin – var och en drivande en propeller. De två kolvmotorerna hade en sammanlagd effekt på 30 000 hästkrafter och turbinen bidrog med ytterligare 16 000 hästkrafter. Kolvmotorerna var inte tillräckligt kraftiga för att driva ett fartyg av Olympic-klass i de hastigheter man ville ha, medan turbinerna tvärtom hade tillräcklig styrka men dessvärre orsakade stora vibrationer, ett problem som konkurrenten Cunard Line hade med sina fartyg. Genom att man kombinerade kolvmotorer med en turbin kunde bränsleanvändningen minskas och drivkraften ökas, med samma mängd ånga.
De två kolvmotorerna var vardera 63 meter långa och vägde 720 ton; de tillhörande bottenplattorna bidrog med ytterligare 195 tons vikt. Motorerna drevs av ånga som producerades i 29 pannor, varav 24 var dubbla och fem enkla, där totalt 159 ugnar krävdes för att hetta upp dem. Pannorna var 4,8 meter i diameter och 6,1 meter långa, var och en med en vikt på närmare 92 ton och kapabel att rymma 48 ton vatten.
Pannvattnet värmdes upp genom att man eldade kol, varav 6 611 ton kunde transporteras i Titanics bunkrar med ytterligare 1 922 ton i reserv. Pannorna krävde över 600 ton kol per dag som måste skyfflas in för hand vilket krävde att 176 eldare arbetade dygnet runt. 100 ton aska om dagen behövde sedan bortskaffas genom dumpning i havet. Arbetet var krävande, smutsigt och farligt, och trots att eldare betalades relativt generöst var det en hög självmordsfrekvens bland de som arbetade i detta tempo.
Den avgivna ångan från kolvmotorerna matades in i turbinen, som låg precis bakom motorerna. Därifrån fördes ångan in i en kondensor för att öka effektiviteten hos turbinen och så att ångan sedan kunde kondenseras tillbaka till vatten och återanvändas. Motorerna fäste direkt på långa axlar som drev de tre propellrarna, en för varje motor. De yttre (ving-)propellrarna var de största, var och en med tre blad av mangan-bronslegering med en total diameter av 7,2 meter. Den mellersta propellern var något mindre med sina 5.2 meter i diameter och kunde stoppas men inte backas som vingpropellrarna.
Omedelbart bakom turbinmotorn fanns fyra 400 kW ångdrivna elgeneratorer som användes för att tillhandahålla el till fartyget, plus två 30 kW extrageneratorer för nödanvändning. Deras läge i fartygets akter innebar att de förblev operativa fram till de sista minuterna innan fartyget sjönk. Titanics motorer kunde producera mer kraft än en för tiden genomsnittlig kraftstation för en hel stad.

#### Vattentäta skott och skorstenar
Interiörerna i fartygen av Olympic-klass (som Titanic) var uppdelade i 16 fack avdelade av 15 skott som sträckte sig högt över vattenlinjen. Elva vertikalt stängande vattentäta dörrar kunde täta avdelningarna i händelse av en nödsituation. Fartygets exponerade däck tillverkades av senvuxen furu och teak, medan innertak av stål täcktes med granulerad kork och målades i flera lager för att undvika kondens. Stående ovanför däcken var fyra skorstenar, alla målade med matt färg med svarta toppar. Dock var endast tre av dem funktionella – den fjärde var en attrapp, installerad av estetiska orsaker men även för köksventilation. Två 47 meter höga master stod mellan skorstenarna och stöttade upp lastkranar.

#### Roder och ankare

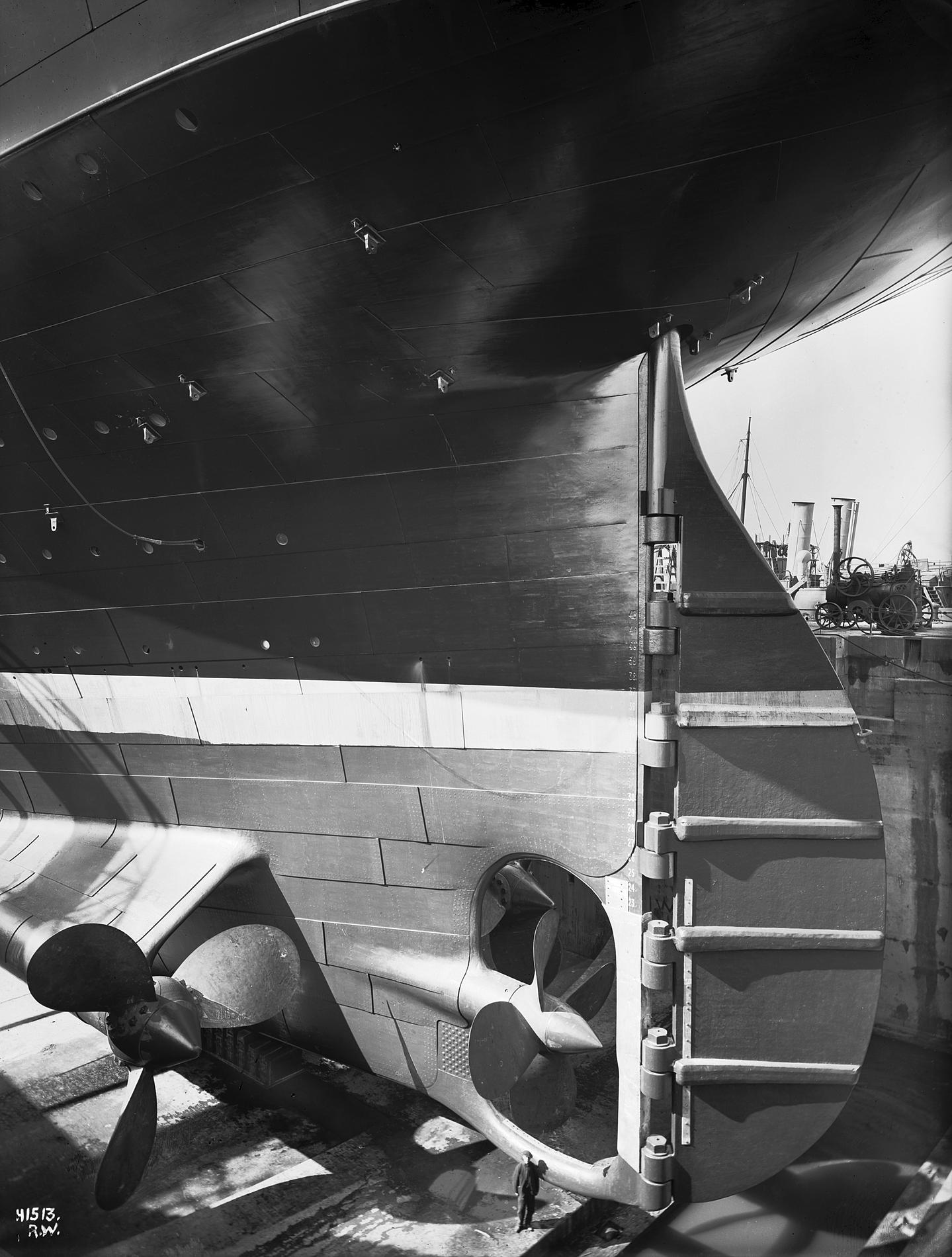
Titanics (eller systerfartyget Olympics) roder med den mellersta propellern och en vingpropeller. Lägg märke till mannen längst ner för skala.

Storleken på Titanics roder (24 m högt, 4,65 m långt och med en vikt på över 100 ton) innebar att det krävdes styrmotorer för att manövrera det. Två ångdrivna dylika hade installerats, men endast en användes vid varje tillfälle, medan den andra var reserv. Styrmotorerna var anslutna till en kort rorkult genom styva fjädrar; detta för att isolera dem från eventuella stötar i hög sjö eller vid snabba riktningsförändringar. Som en nödåtgärd kunde rorkulten flyttas med rep kopplade till de två ångdrivna ankarspel som normalt användes för att höja och sänka fartygets tre huvudankare, ett på var sida och ett centralt, samt de två mindre ström- och varpankarna. Det centrala ankaret var en utmaning att tillverka då det med en vikt på nästan 16 ton var det största som någonsin smitts för hand. Tjugo draghästar behövdes för att dra ankaret med vagn från Noah Hingley & Sons Ltd:s smidesverkstad i Netherton till Dudleys järnvägsstation drygt 3 km bort. Därifrån skickades det med tåg till Fleetwood i Lancashire innan det lastades ombord på ett fartyg och skickades till Belfast.

#### Radiokommunikation
Titanics radiotelegrafiutrustning (trådlös telegrafi) hyrdes ut till White Star Line av Marconi International Marine Communication Company som även inkluderade två av sina anställda, Jack Phillips och Harold Bride, som operatörer. Operatörernas bostäder och det intilliggande radiorummet var belägna i befälets utrymmen på båtdäck. Radion bemannades dygnet runt, trots att det inte krävdes av säkerhetsföreskrifterna, men inte främst för att hantera navigationsmeddelanden, väderrapporter och isvarningar, utan för nyhetsförmedling och passagerartelegram. Ett ljudisolerat rum innehöll den högljudda utrustningen, som utöver sändaren inkluderade en växelströmsgenerator. Fartyget var utrustat med en ”toppmodern” 5 kilowatts roterande gnistsändare som arbetade under skeppets anropssignal MGY, och kommunikationen fördes i Morse-kod. Denna sändare var en av de första Marconi-installationerna som använde just en roterande gnistsändare, vilket gav Titanic en distinkt musikalisk ton som lätt kunde särskiljas från andra signaler. Sändaren var en av de mest kraftfulla i världen och garanterade att kunna sända över en radie på 563 km. En T-antenn som spände över fartygets längd användes för sändning och mottagning. Den normala driftsfrekvensen var 500 kHz (600 m våglängd), men utrustningen kunde också fungera på ”kort” våglängd på 1 000 kHz (300 m våglängd) som användes av mindre fartyg med kortare antenner.

#### Pumpsystem och VVS
Titanics läns- och barlastsystem bestod av sammanlagt åtta pumpar med en total kapacitet på 1 700 ton per timme. Fem av pumparna var barlastpumpar kopplade till två tiotumsrör som upptog fartygets hela längd. Dessa fungerade också som länspumpar vid behov, utöver de tre renodlade länspumparna. Ventilerna som styrde fördelningen av vatten var inbyggda i det ovanliggande däcket.
Fartygets vattenförsörjningssystem kunde pumpa uppvärmt vatten till alla delar av fartyget via ett komplext nätverk av rör och ventiler. Färskvatten togs ombord medan Titanic var i hamn, men i en nödsituation fanns möjligheten att avsalta havsvatten. Detta var dock inte en enkel process eftersom destillationsanläggningen snabbt sattes igen av saltavlagringar. Ett nätverk av isolerade ventilationstrummor transporterade varmluft runtom i skeppet, och förstaklasshytterna tillhandahöll extra elvärmare. Vattenspolade toaletter fanns att tillgå i både första, andra och tredje klass.

#### Livbåtar
| Nummer    | Typ                            | Längd    | Bredd    | Djup     | Kapacitet   |
| --------- | ------------------------------ | -------- | -------- | -------- | ----------- |
| 1 och 2   | Träkuttrar för nödsituation    | 767,1 cm | 218,4 cm | 96,5 cm  | 40 personer |
| 3 till 16 | Trälivbåtar                    | 914,4 cm | 276,9 cm | 121,9 cm | 65 personer |
| A till D  | Engelhardts hopfällbara livbåt | 835,7 cm | 243,8 cm | 91,4 cm  | 47 personer |
|           |                                |          |          |          |             |

Titanic hade tillgång till 20 livbåtar med plats för totalt 1 178 personer. Dessa var av tre typer: fjorton standardbåtar av märket Harland och Wolff med en kapacitet på 65 personer vardera; fyra hopfällbara livbåtar uppbyggda av en träbotten med hopfällbara duksidor av märket Engelhardt med en kapacitet på 47 personer vardera (med bokstavsbeteckningarna  A till D), samt därtill två kuttrar som kunde rymma 40 personer vardera. Alla livbåtarna stod stabilt på båtdäck och var, förutom de hopfällbara livbåtarna, kopplade till dävertar med rep. De på styrbordssidan bar udda nummer, 1–15, från för till akter, medan de på babordssidan var numrerade 2–16 från för till akter.
Båda kuttrarna hängde från dävertarna, redo för omedelbar användning, medan de hopfällbara livbåtarna C och D var stuvade på båtdäck (anslutna till dävertar) just innanför livbåtar 1 respektive 2. A och B lagrades på taket till befälets utrymmen, på vardera sidan av skorsten nr 1. Det fanns dock inga dävertar att sänka ner dem med och deras vikt skulle göra dem svåra att sjösätta för hand. Varje båt hade (bland annat) mat, vatten, filtar och ett extra livbälte ombord. Livlinor på båtens sidor gjorde det möjligt för de nödställda att rädda ytterligare personer från vattnet om det var nödvändigt.
Titanic hade 16 uppsättningar dävertar som var och en kunde hantera fyra livbåtar. Detta gav skeppet möjligheten att bära upp till 64 träbåtar, vilket skulle ha varit tillräckligt för 4 000 personer – betydligt mer än hennes faktiska kapacitet. De ursprungliga planerna var att fartyget åtminstone skulle bära 32–48 livbåtar men White Star Line bestämde till sist att endast sammanlagt 20 skulle installeras ombord vilka skulle kunna rymma 1 178 personer, en tredjedel av Titanics totala kapacitet. Vid tiden krävde dock Board of Trades föreskrifter att brittiska fartyg på över 10 000 ton endast behövde 16 livbåtar med en kapacitet för 990 personer. Sålunda hade Titanic fler livbåtar än vad som lagligen krävdes. På den här tiden var dock livbåtar mest avsedda att föra överlevande från ett sjunkande fartyg till ett räddningsfartyg, och inte tänkta att hålla sig flytande med alla passagerare ombord och ta dem till land. Om SS California hade svarat på Titanics nödanrop kan livbåtarna ha varit tillräckliga för att föra passagerarna till säkerhet som planerat.
Som ytterligare räddningsmaterial fanns 3 560 flytvästar och 48 livbojar.

### Titanic i siffror

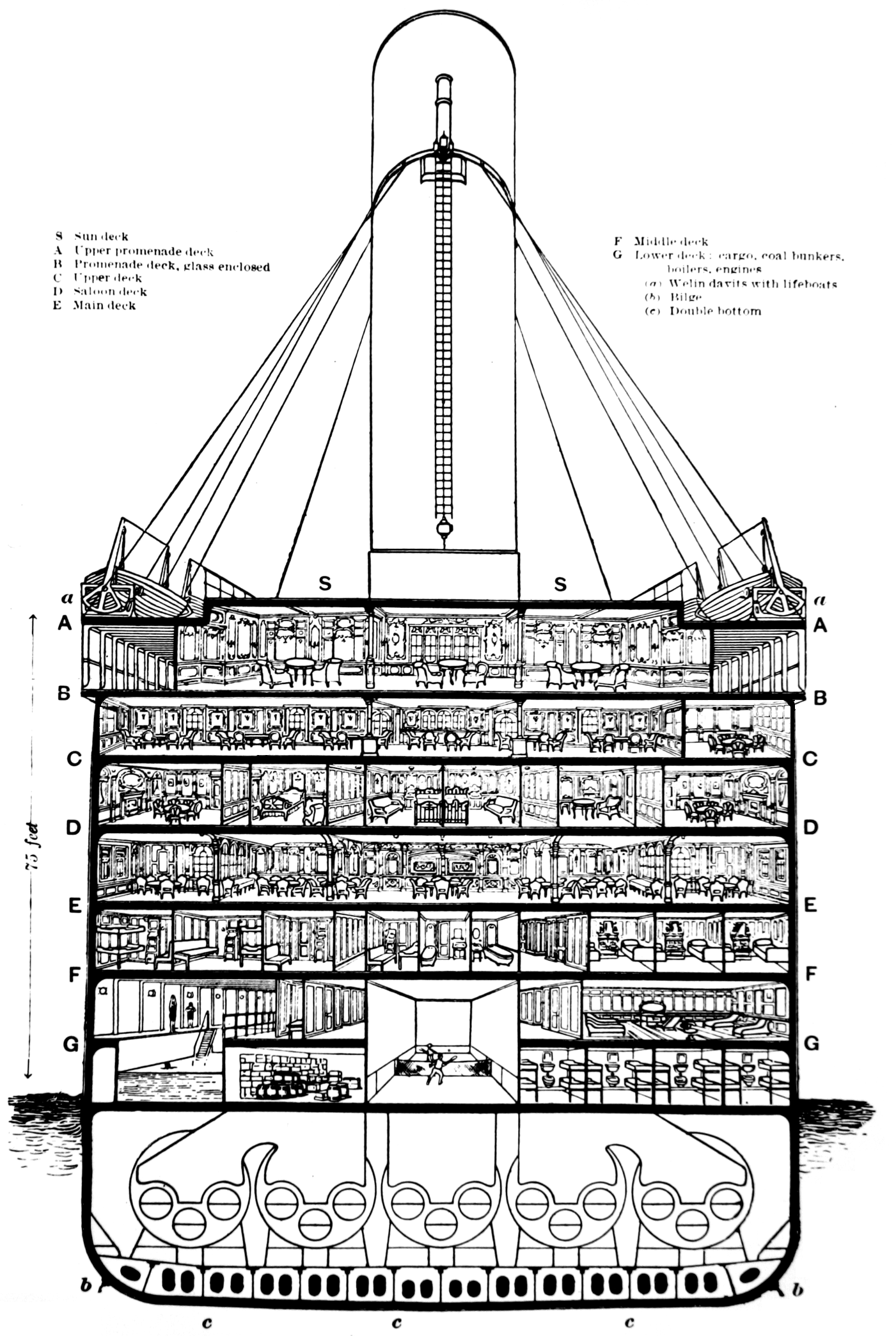
Genomskärning av Titanic, midskepps.

- Kapacitet: 3 547 personer[10], varav cirka 885–913 i besättning[8][9]
- Längd: 269,1 meter
- Bredd: 28,2 meter
- Deplacement:  46 328 engelska ton (cirka 47 071 metriska ton)
- Däck: 10. 8 för passagerare
- Maskineri: Två trippelexpansionsångmaskiner och en långsamtgående ångturbin på sammanlagt cirka 50 000 hk drivande tre propelleraxlar
- Propellrar: 3 st (två treblads sidopropellrar), varav den mellersta (turbindriven, fyrblads-) satt framför rodret, vilket kan ha varit en bidragande faktor till katastrofen. Den mellersta propellern stannade nämligen när man slog back och därmed minskade rodrets effektivitet. (Vid upptäckten av isberget rakt förut lär order om full dikt styrbord och full back ha givits)
- Hastighet: 20 knop, som högst 24 knop
- Bränsleåtgång: Över 600 ton kol per dag
- Livbåtar: 20, varav 4 hopfällbara och 16 i trä
- Livbåtarnas kapacitet: 1 178 passagerare
- Livbojar: 48 stycken
- Flytvästar: 3 560 stycken
- Antal skorstenar: 3 äkta och 1 falsk, den längst akterut fanns främst för att ge ett mer imponerande intryck, men också för ventilation och för att föra ut matos.

## Last och post

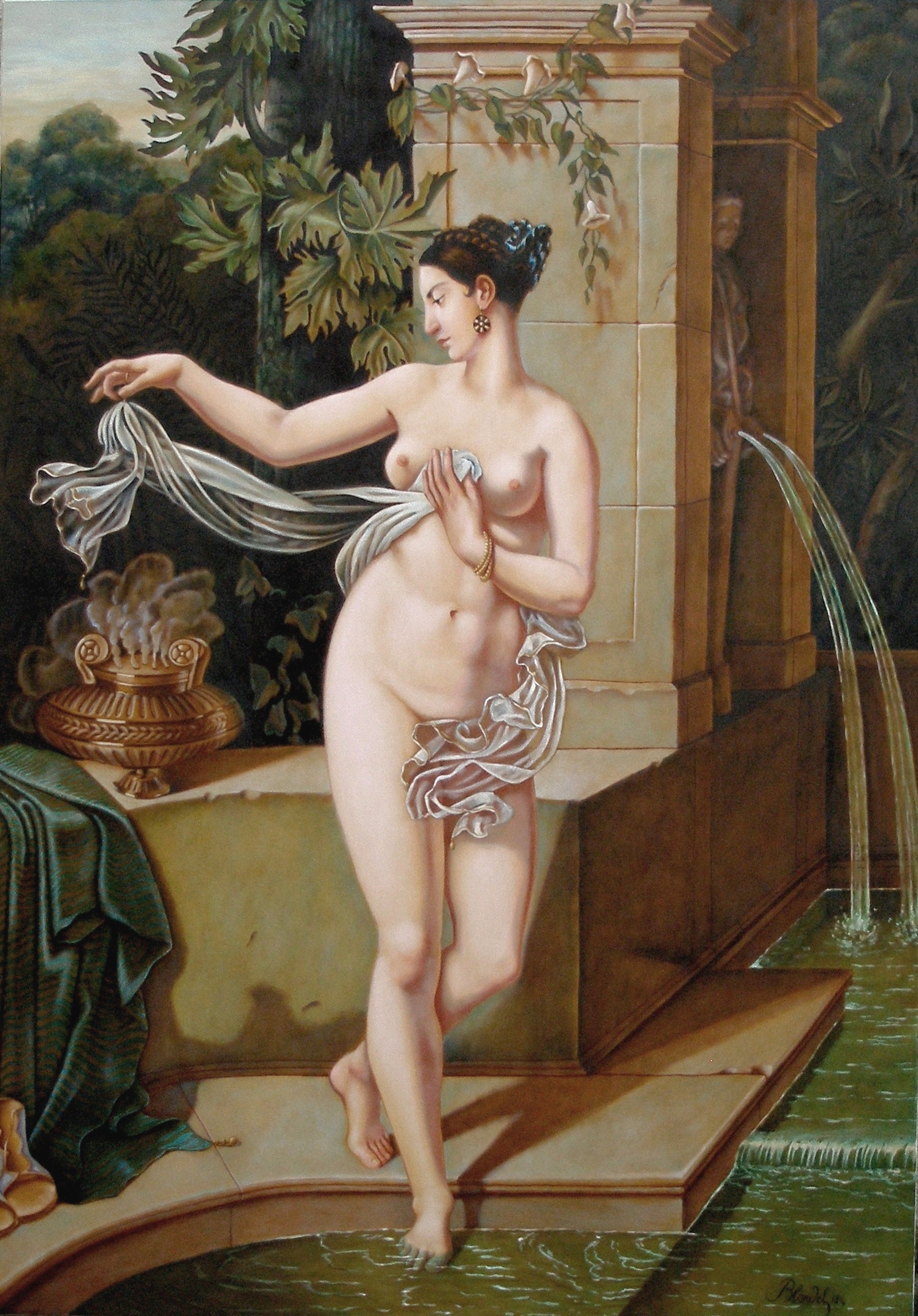
La Circassienne au Bain, det mest värdefulla föremålet ombord.

Även om Titanic främst var ett passagerarfartyg rymde hon också en betydande mängd gods. Hennes beteckning som Royal Mail Ship (RMS) indikerade att hon bar post enligt kontrakt med brittiska Royal Mail (och även med United States Post Office Department). För lagring av brev, paket och värdeföremål (guld, mynt och andra värdesaker) tilldelades 760 m3 utrymme i fartygets lagerrum. Postkontoret på G-däck var bemannat av fem posttjänstemän; tre amerikaner och två britter, som arbetade 13 timmar om dagen, sju dagar i veckan med att sortera upp till 60 000 artiklar dagligen.
Fartygets passagerare hade med sig en stor mängd bagage; bara första- och andraklassbagage upptog ca 550 m3. Dessutom fanns en stor mängd reguljär last; allt från möbler till livsmedel och till och med bilar. Trots senare myter var lasten på Titanics jungfruresa ganska vardaglig. Det fanns inget guld, exotiska mineraler eller diamanter, och en av de mer kända sakerna som gick förlorade vid förlisningen, en juvelbeströdd kopia av Rubaiyat av Omar Khayyam, värderades till endast 405 pund (36162 pund idag). Enligt de krav på kompensation som lämnades in efter förlisningen var det mest värdefulla föremålet ombord en stor neoklassisk oljemålning vid namn La Circassienne au Bain av den franske konstnären Merry-Joseph Blondel. Tavlans ägare, den svenske affärsmannen Mauritz Håkan Björnström-Steffansson, resande i första klass, lämnade in en fordran på 100 000 dollar (2,4 miljoner dollar år 2014) som ersättning för förlusten av konstverket.
Titanic var utrustad med åtta elektriska kranar, fyra elektriska vinschar och tre ångvinschar för att lyfta last och bagage in och ut ur lastrummet. Det uppskattas att fartyget använde ungefär 415 ton kol medan man var kvar i Southampton, bara för att kunna generera ånga nog för att driva lastvinscharna och ge värme och ljus.

## Besättning

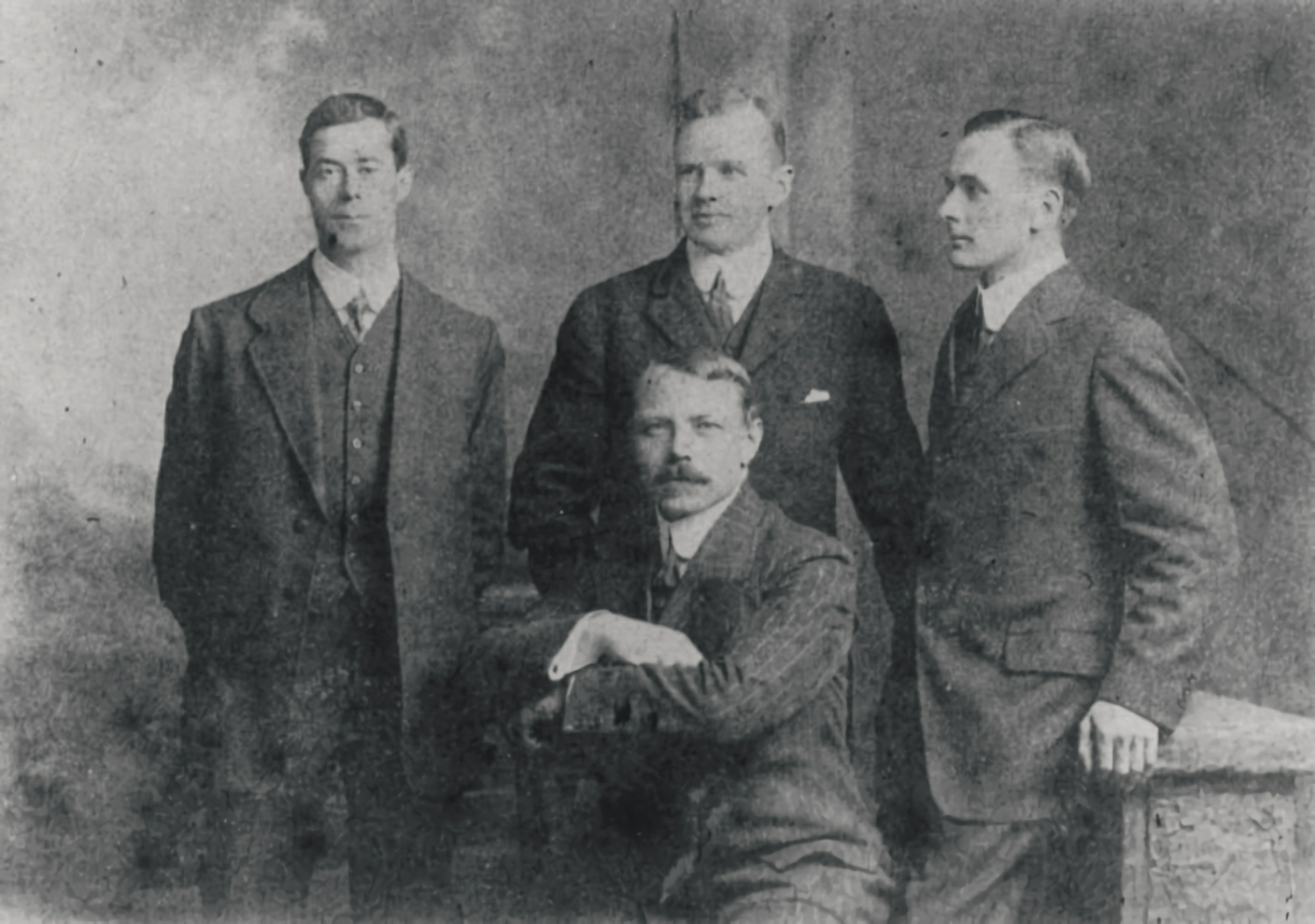
De fyra av Titanics befäl som överlevde resan: Harold Lowe, Charles Lightoller, Joseph Boxhall och Herbert Pitman, sittande.

Utöver passagerarna medföljde ungefär 885 besättningsmän på resan. Givetvis var också Joseph Bruce Ismay med ombord tillsammans med skeppets fartygskonstruktör Thomas Andrews. Liksom andra fartyg vid tiden hade Titanic inte en permanent besättning och de allra flesta besättningsmedlemmarna var tillfälliga arbetare som kom ombord bara några timmar innan skeppet avseglade från Southampton. Rekryteringen hade börjat den 23 mars och några hade skickats till Belfast för att tjänstgöra som testbesättning under Titanics sjöprov och resa över till England i början av april.
Kapten Edward John Smith överfördes från Olympic för att ta befäl över systerfartyget Titanic. Smith hade arbetat för White Star Line i över trettio år och var med sina 62 år den äldsta av White Star Lines kaptener. Uppdraget att kommendera Titanic vid hennes jungfrufärd gavs honom som ett hedersbevis inför hans pensionering. Henry Tingle Wilde kom också han över från Olympic för att ta anställning som överstyrman vilket ledde till att de tidigare utnämnda överstyrman och förste styrman, William McMaster Murdoch och Charles Lightoller, degraderades till förste och andre styrman. Den ursprungliga andre styrmannen, David Blair, förbigicks helt. Tredje styrman blev Herbert Pitman, det enda däcksbefäl som inte var reservofficer i brittiska flottan. 
Titanics besättning var uppdelad i tre huvudavdelningar: däckspersonal (66 stycken), maskinrumspersonal (325) och provianteringspersonal (494). Den övervägande delen av besättningen hade således inte typiska sjömansyrken, utan var exempelvis hyttuppassare eller pentrybiträden Där fanns bagare, kockar, slaktare och fiskhandlare, gyminstruktörer och badvakter, tvättare, diskare, sängbäddare och städare, servitörer, kontorister, hissförare, sjukvårdare med flera. Det fanns till och med en sättare som producerade en skeppstidning kallad Atlantic Daily Bulletin med dagliga nyheter förmedlade av fartygets radiooperatörer. Över 97 procent av personalen var män; av de 23 kvinnorna arbetande de flesta som hyttuppasserskor.
Större delen av besättningen rekryterades i Southampton den 6 april; totalt kom 699 besättningsmedlemmar härifrån varav 40 procent var födda i staden. Några få som arbetade ombord var egenföretagare eller underentreprenörer. Dessa omfattade de fem posttjänstemännen, som arbetade för Royal Mail och United States Post Office Department, personal i första klass A La Carte-Restaurang och Café Parisien, Marconis radiooperatörer, samt åtta musiker som reste som andraklasspassagerare. Lönerna för manskapet varierade kraftigt, från kapten Smiths 105 pund per månad (motsvarande ca 11 340 pund år 2017) ned till drygt 3 pund (324 pund 2017) för hyttuppasserskorna. De med låg lön kunde dock ofta öka sin inkomst en hel del genom passagerarnas dricks.
| Däcksavdelning (i urval) Överlevande i fet stil - Befälhavare: Edward John Smith - Överstyrman: Henry Tingle Wilde - Förste styrman: William McMaster Murdoch - Andre styrman: Charles Lightoller - Tredje styrman: Herbert Pitman - Fjärde styrman: Joseph Boxhall - Femte styrman: Harold Lowe - Sjätte styrman: James Paul Moody - Fartygsläkare: William Francis Norman O'Loughlin - Biträdande fartygsläkare: John Edward Simpson - Telegrafist: John "Jack" Phillips - Biträdande telegrafist: Harold Bride - I övrigt tjänstgjorde vid däcksavdelningen bland andra båtsmän, timmermän, väblar, rorsmän, utkiksmän, matroser, lättmatroser, förrådsmän, mässuppassare, fönsterputsare, lampskötare, förrådsmän och skrivbiträden. Edward Smith, befälhavare på Titanic. Omkom vid förlisningen, liksom de tre befälen på bilderna till högerHenry Wilde, överstyrmanWilliam Murdoch, förste styrmanJames Moody, sjätte styrman | Maskinavdelning (i urval) Överlevande i fet stil - Maskinchef: Joseph Bell - Andremaskinist: W E Farquharson - Underordnad andremaskinist: N Harrison - Underordnad andremaskinist: J Hesketh - Biträdande andremaskinist: B Wilson - Tredjemaskinist: G Hosking - Underordnad tredjemaskinist: E Dodd - Biträdande tredjemaskinist: C Hodge - Fjärdemaskinist: L Hodgkinson - Underordnad fjärdemaskinist: J Smith - Biträdande fjärdemaskinist: H Dyer - Femtemaskinist: A Parsons - Underordnad femtemaskinist: W Mackie - Extra femtemaskinist: R Millar - Sjättemaskinist: W Moyes - Underordnad sjättemaskinist: W McReynolds - Däcksmaskinist: H Creese - Biträdande däcksmaskinist: T Millar - Chefselektriker: P Sloan - Elektriker: B H Jupe - Andreelektriker. A S Allsop - Förman för eldare: C Hendrickson - I övrigt tjänstgjorde vid maskinavdelningen bland andra elektriker, reparatörer, smörjare, donkeymän, eldare och kollämpare. |

## Passagerare
Titanic var ett gigantiskt fartyg som hade en kapacitet på över 3 500 personer. När fartyget skulle ge sig ut på sin jungfruresa reste ca 2 225 personer med, alltså mer än 1 000 personer färre än vad fartyget kunde rymma. Totalt fanns det (alla siffror cirka-uppgifter) 324 passagerare i första klass, 284 i andra klass, 709 i tredje klass; sammanlagt cirka 1317 passagerare.
Passagerarlistorna dominerades av engelsmän och amerikaner. Utöver dessa var svenskarna den största gruppen, följt av de andra nordiska länderna Finland, Norge och Danmark. Det var sammanlagt 231 passagerare från Norden ombord varav 165 omkom. Resenärerna från Norden reste främst i tredje klass och var mestadels (liksom de andra folkgrupperna i tredje klass) emigranter som hade för avsikt att söka lyckan i USA. Här kostade en enkelbiljett 15–40 dollar (det skulle motsvara ca 3 800–10 000 svenska kronor i dagens (2020) penningvärde). I andra klass låg priset på cirka 60 dollar (15 000 kr 2020). Bakom dessa biljetter låg ofta, framförallt bland tredje klass-resenärerna, flera år av sparande för att få ihop pengar.

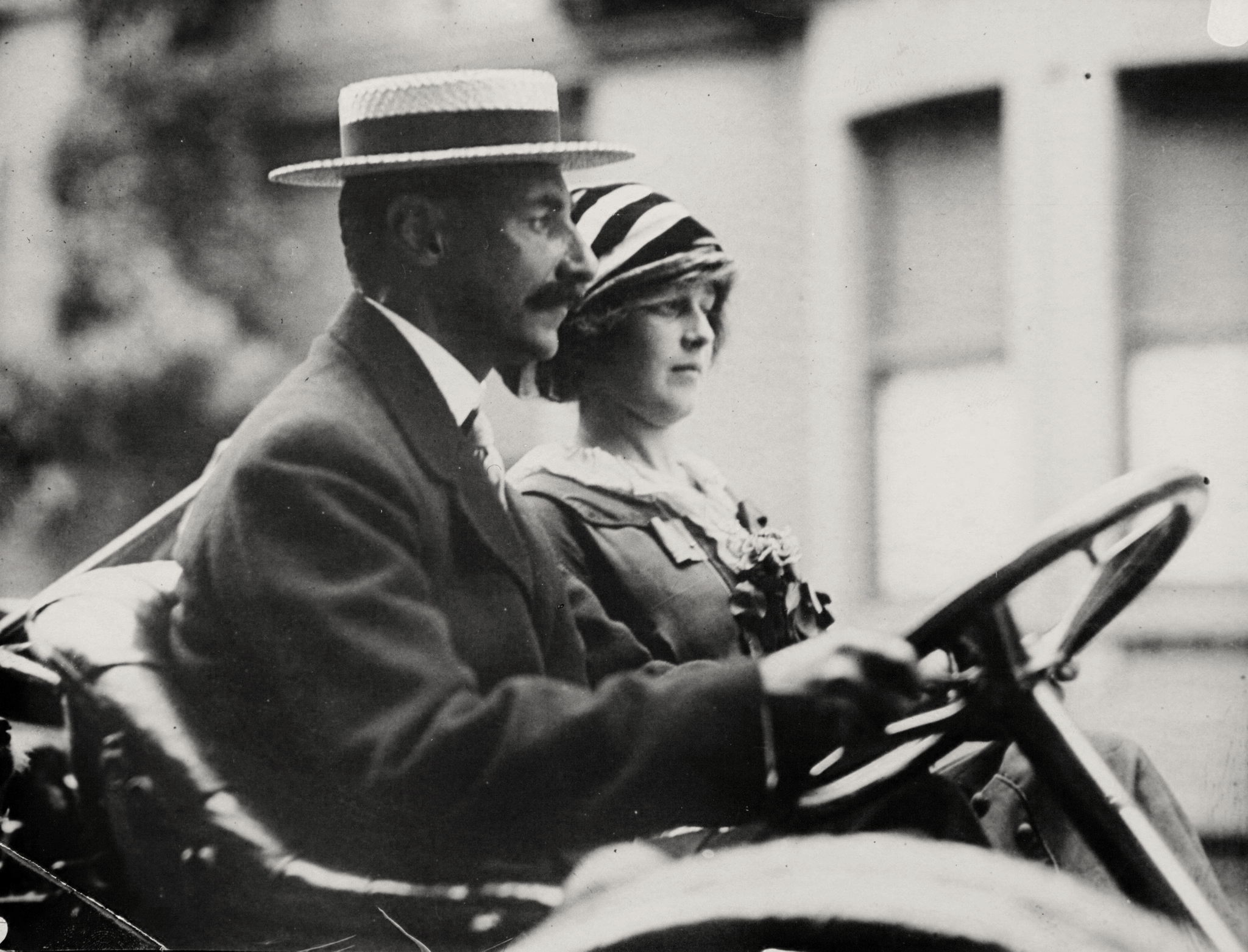
John Astor IV och Madeleine Astor.

Ombord på skeppet märktes en tydlig klasskillnad mellan rika och fattiga. De allra flesta förstaklasspassagerarna hade med sig en eller flera betjänter som bland annat bar väskor och värdesaker, något såklart inte en tredjeklassresande kunde unna sig. Överklassen från denna tid hade det bättre än vad de någonsin haft det tidigare med en industrialisering som medgav låga inkomstskatter och därmed ständigt växande förmögenheter. Då Titanic var det dyrbaraste och mest exklusiva fartyget för sin tid och det innebar en viss prestige att vara med ombord, lockades många rika och kända personer att boka plats på dess jungfruresa. Dock hade man förväntat sig att Titanic skulle vara fullbokad till sin jungfruresa. En nationell kolstrejk i Storbritannien hade emellertid under våren 1912 orsakat stora störningar i fartygstrafiken, vilket lett till att många atlantresor fick ställas in. Många tänkta passagerare valde då att skjuta upp sina reseplaner tills strejken var över - vilket den var några dagar innan Titanics avgång. Då var det dock för sent för att ge någon stor effekt på tillströmningen av passagerare.
En förstaklasspassagerare som ville njuta av all tillgänglig lyx kunde få betala dyra pengar. Spannet för biljettkostnaden i första klass var dock stort då 150 dollar räckte för den enklaste varianten medan den dyraste enkelbiljetten till en av de två exklusiva sviterna ombord kostade 4 350 dollar (motsvarande ca 115 000 dollar eller ca 1 100 000 kronor med dagens (år 2020) penningvärde). Här nedan listas några av de mest kända passagerarna från första klass och deras öde:
- John Jacob Astor IV, den rikaste personen ombord, reste med sin hustru Madeleine Astor. De var på resa hem till USA efter en lång tids smekmånadsresa i Egypten och Frankrike. John omkom men Madeleine överlevde.Benjamin Guggenheim.

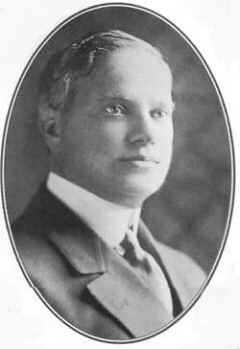
Benjamin Guggenheim.

- Benjamin Guggenheim, amerikansk affärsman och mångmiljonär. När han insåg att hans liv inte skulle gå att rädda utom på någon annans bekostnad klädde han om till sina allra finaste kläder och väntade lugnt in sin död. Han förklarade anledningen till klädombytet med att han ville ”gå under som en gentleman”.
- George Dunton Widener med fru och son, amerikansk affärsman och framgångsrik järnvägsbyggare. De var på väg hem till USA efter att varit på resa till Paris. Widener omkom tillsammans med sin son Harry, frun överlevde dock.
- Sir Cosmo och lady Lucile Duff Gordon. Gordon var en stor markägare i Storbritannien och idrottsman och lady Duff Gordon var en ledande brittisk modedesigner, båda överlevde förlisningen.
- Isidor och Ida Straus, delägare till den amerikanska varuhuskedjan Macy's. Båda omkom vid förlisningen.
- William Thomas Stead, berömd engelsk tidningsredaktör och journalist. Han dog vid förlisningen.
- Archibald Butt, amerikansk journalist och militär medhjälpare till USA:s presidenter Theodore Roosevelt och William Howard Taft. Han var på väg hem till Washington, D.C. efter en tids tjänstledighet men dog då skeppet gick till botten.
- Archibald Gracie IV, amerikansk företagsinvesterare som överlevde förlisningen, dog dock den 4 december samma år.
- Margaret ”Molly” Brown, amerikansk miljonärska som överlevde förlisningen och senare blev känd som ”The unsinkable Molly Brown”.

Ombord på Titanic skilde man på resenärerna beroende på vilken avdelning man bodde i. Passagerare från de lägre klasserna fick inte vistas i närheten av första klass, utom för att närvara vid gudstjänster. Dock publicerades en passagerarlista före avgång för att informera allmänheten i andra och tredje klass om vilka celebriteter som var ombord. Det hände att ambitiösa mödrar använde listan för att identifiera rika ungkarlar för vilka de under resans gång kunde introducera sina äktenskapslystna döttrar. Passagerarna medförde även ett okänt antal husdjur ombord på Titanic. Hundar var vanligast bland förstaklasspassagerarna, men även hönor och katter förekom.

### Svenska passagerare

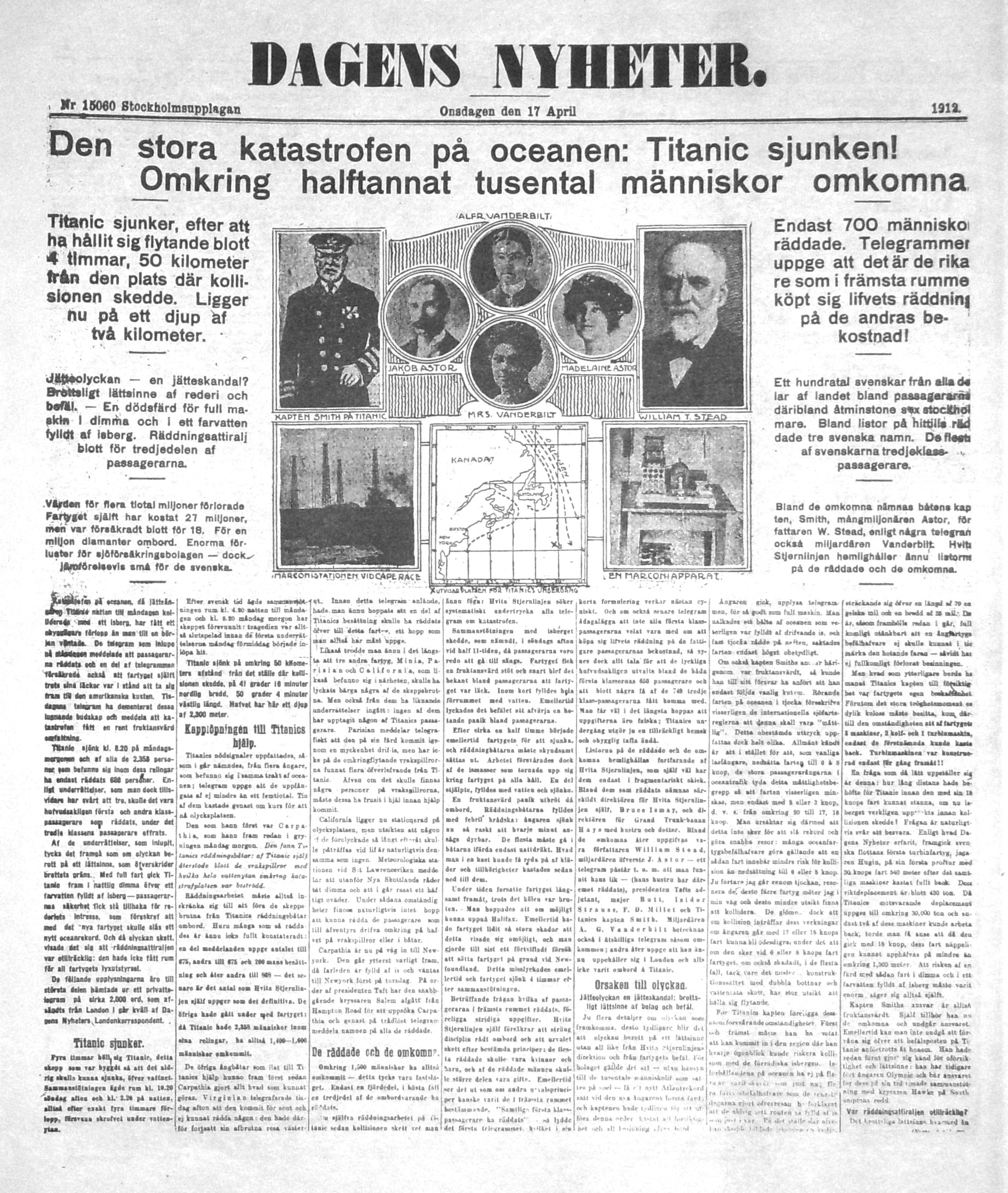
Dagens Nyheter 17 april 1912.

Ombord på Titanics jungfruresa 1912 fanns en stor grupp svenska passagerare. Av totalt 1 317 passagerare ombord på skeppet var 123 svenskar, varav 89 omkom och 34 räddades. I och med det stora antalet svenskar ombord blev svenska det näst mest talade språket.
Endast tio svenska passagerare reste i något annat än tredje klass. Fyra svenskar reste i första klass: Sigrid Lindström, Mauritz Håkan Björnström-Steffansson, Frans Olof Carlsson och Erik Gustaf Lind; och sex svenskar reste i andra klass: Karolina Byström, Dagmar Bryhl, Kurt Bryhl, Ingvar Enander, Johan Erik Kvillner och Ernst Adolf Sjöstedt, medan resten av de svenska passagerarna reste i tredje klass.
Nästan alla svenska passagerare var emigranter och enligt den svenska passagerarlistan reste 113 av dem i tredje klass. Det var bara 30 av dessa 113 svenska passagerare i tredje klass som överlevde. Anledningen till att så få överlevande i tredje klass var att det var svårare för dem att ta sig till livbåtarna, än för passagerarna resande i första och andra klass. Hytterna för de som reste i tredje klass var belägna längst ned på fartyget.
Tredje klass biljetter kostade normalt runt 180 kronor och resan startade i Göteborg, för att sedan stanna till i städerna Hull, Southampton och slutligen New York. Folk från Skandinavien fick i allmänhet bättre hytter i tredje klass än resenärer från flertalet andra länder t.ex. irländare eller passagerare från Främre Orienten. Skandinaverna uppmanades också i samtida handböcker att hålla vakt på sina tillhörigheter för att inte bli bestulna av irländare. De olika nationaliteterna i tredje klass separerades så mycket som möjligt. De ogifta svenska männen hamnade ofta i samma hytter och man försökte hålla de nordiska passagerare för sig, irländare för sig och så vidare. Flera svenskar som reste i tredje klass har beskrivit i dagböcker hur maten var den stora glädjekällan ombord och att det fanns präktiga matsalar. Maten serverades tre gånger per dag och en viktig detalj värd att notera är att man år 1912 precis som idag, kände till svenskarnas svaghet för hemlandets bröd. Varje kväll serverades därför ”svenskt knäckebröd” till de svenska passagerarna.
Emigrationen från Sverige till Nordamerika började under 1800-talet och höll på ända fram till 1920-talet. I flera brev och berättelser som nådde de hemmavarande, skildrades USA ofta som det klasslösa samhället där alla kunde bli rika. En stor mängd av de som emigrerade från Sverige var fattiga bönder från den svenska landsbygden som lockades av den orörda jorden i amerikanska Mellanvästern. Det var dock inte de allra fattigaste som utvandrade, de hade inte råd. Det var mellanskiktet, de som hade lite men som ändå fann att detta inte räckte. Året 1912 invandrade 838 172 människor till USA och av dessa var 13 896 svenskar.
När nyheten kom att 89 svenskar omkommit på detta dramatiska vis, skapades det stora rubriker i Sverige. Till en början var rapporteringen i svensk media förvirrad eftersom Titanics rederi Vita Stjärnlinjen i det längsta vidhöll att hon inte hade sjunkit. Men den 15 april kom nyheten ut, till en början med förhoppningar att alla räddats. Svenska Dagbladet och Dagens Nyheter kunde sedan den 17 april ta upp olyckan som ett faktum och att många passagerare omkommit. Före katastrofen hade tidningar beskrivit Vita Stjärnlinjen som ”svenskarnas mesta favoritlinje” i och med det stora flödet av svenskar som hade åkt med den. Folk i Sverige och resten av världen blev också chockade av kollisionen eftersom Titanic i reklamen hade beskrivits som osänkbart.
Några svenska passagerare som överlevde den traumatiska jungfruresan var bland andra Dagmar Bryhl (1891–1969) som reste i andra klass och affärsmannen Mauritz Håkan Björnström-Steffansson (1883–1962) som reste i första klass. Av de 30 som reste med tredje klass och överlevde fanns bland annat Oskar Hedman (1885–1961), Hilda Hellström (1889–1962), Einar Gervasius Karlsson (1890–1958), John Charles Asplund (1889–1943) och Olga Lundin (1889–1973).

## Resan

### En jungfruresa

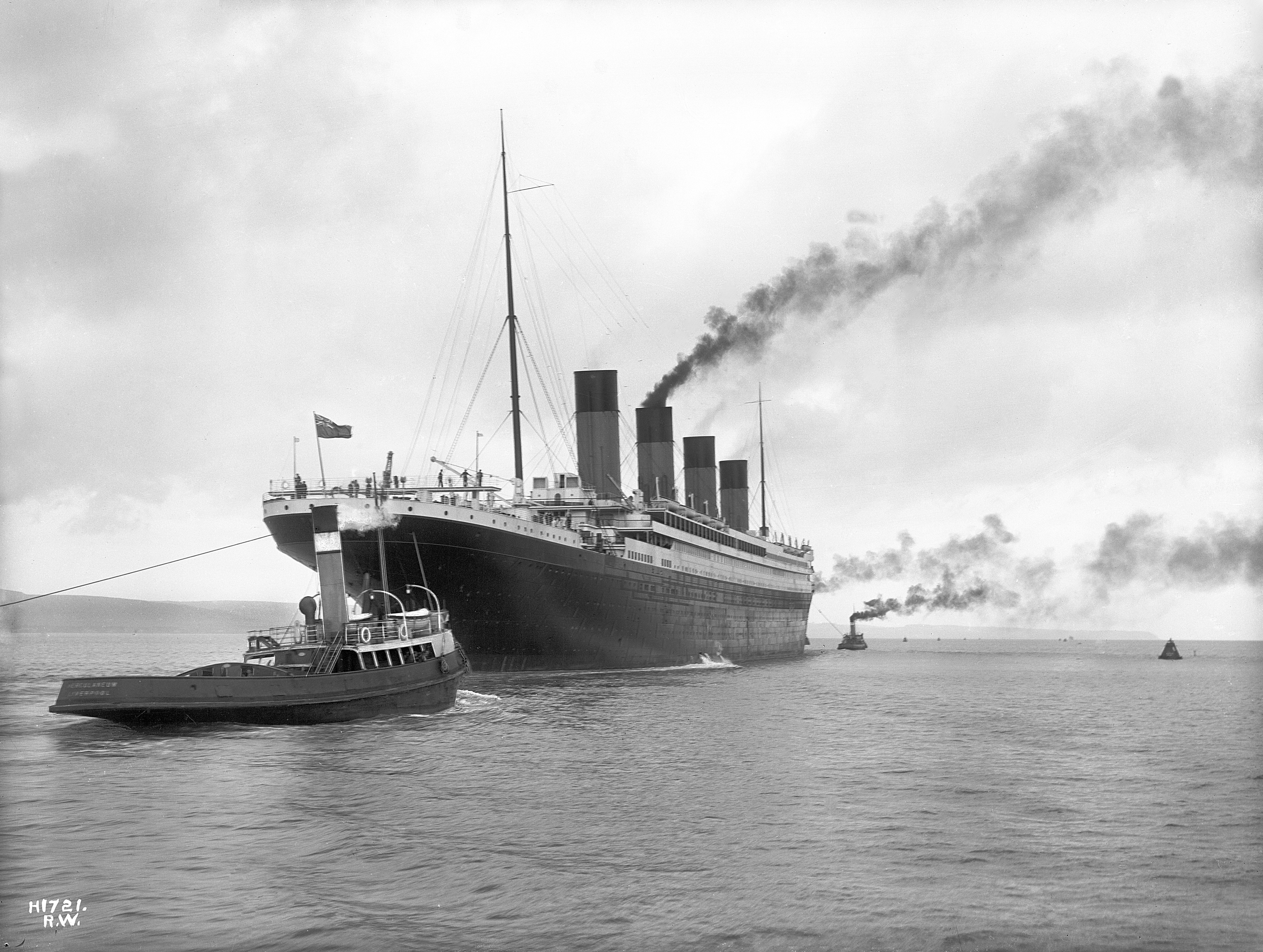
Titanic lämnar Belfast 2 april 1912, på väg mot Southampton.

Både Olympic och Titanic var registrerade med Liverpool som hemort då White Star Lines kontor var beläget i staden. Ända fram till att Olympic togs i trafik hade de flesta brittiska oceanångarna – även konkurrenten Cunards fartyg – lagt ut från hamnen i Liverpool följt av ett stopp i Cobh (eng. Queenstown) på Irland. Men 1907 etablerade White Star Line en annan färdrutt från hamnen i Southampton på Englands sydkust som blev känd som rederiets ”Express Service”. Southampton hade många fördelar framför Liverpool, en var dess närhet till London.
Dessutom gjorde sydkustbelägna Southampton det möjligt för fartyg att enkelt korsa Engelska kanalen och göra hamn på franska nordkusten, vanligtvis vid Cherbourg. Detta gjorde det möjligt för brittiska fartyg att plocka upp klientel från kontinentala Europa innan de åter korsade Engelska kanalen och plockade upp passagerare i Queenstown. Rutten Southampton-Cherbourg-New York skulle bli så populär att de flesta brittiska havslinjer började använda hamnen efter första världskriget.
Titanics jungfruresa var avsedd att vara den första av många atlantöverfarter från Southampton till New York via Cherbourg och Queenstown i västgående riktning,  och via Plymouth på returresan. När rutten etablerades var fyra fartyg från White Star Line tilldelade tjänsten. Förutom Teutonic och Majestic tog RMS Oceanic och den helt nya RMS Adriatic samma väg. I augusti 1911 överfördes Adriatic till White Stars huvudsakliga Liverpool-New York-rutt och i november togs Majestic ur tjänst vilket föranledde Titanics ankomst de närmaste månaderna.
White Stars ursprungliga planer för Olympic och Titanic på Southampton-New York-rutten följde samma rutin som deras föregångare. Var och en skulle segla en gång var tredje vecka från Southampton och New York. Man lämnade normalt vid middagstid varje onsdag från Southampton och varje lördag från New York, vilket gjorde att White Star Line kunde erbjuda veckovisa turer i varje riktning. Särskilda tåg var planerade från London och Paris för att förmedla passagerare till Southampton respektive Cherbourg. Djuphavsbryggan i Southampton, då känd som ”White Star Dock”, var speciellt konstruerad för att rymma de nya oceanångarna i Olympic-klass och togs i bruk 1911.

### Avresan
Den ursprungliga planen var att Titanics jungfruresa skulle äga rum den 20 mars 1912, men på grund av en olycka med dess systerfartyg Olympic försenades det hela till den 10 april samma år. Titanic lämnade hamnen i Belfast den 2 april 1912 för att resa till Southampton där hon skulle ligga i hamn ett antal dagar före avresan. På vägen ned utfördes diverse navigations- och prestandatester. Resenärer med biljett till Titanic började anlända redan på resdagens morgon och när klockan slagit 12.15 den 10 april var det så dags för fartyget att ge sig ut på sin emotsedda jungfruresa. Med hjälp av sex bogserbåtar lämnade Titanic Southampton, beskådat av hundratals människor som anlänt för att ta farväl av sina familjer och släktingar eller bara för att se en skymt av det stora skeppet. Ombord på fartyget befann sig ca 2225 människor, inklusive besättningen. 
Innan fartyget lyckats ta sig förbi hela hamnområdet var man nära att råka ut för en allvarlig olycka. Svallet efter Titanic skapade en kraftig sugeffekt som slet av skeppet City of New Yorks förtöjningstrossar, men tack vare ett snabbt agerande på fartygets kommandobrygga lyckades man undvika en kollision. Händelsen medförde vissa förseningar då man senare skulle plocka upp passagerare vid den franska staden Cherbourg och slutligen Queenstown i Irland. Här beslöt sig den 23-årige eldaren John Coffey för att hoppa av fartyget då han ville tillbringa mer tid hemma. Detta räddade hans liv.

### Varningar för isberg

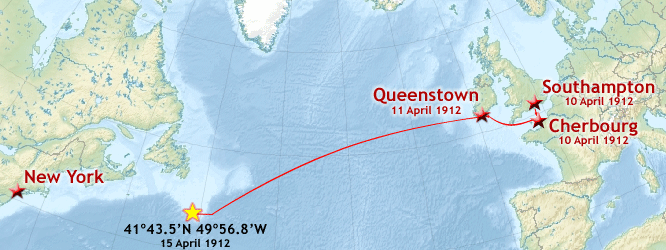
Karta över Titanics resväg med koordinater över olycksplatsen.

Titanic såg ut att gå mot en lugn och problemfri jungfruresa, men efter bara en resdag tog man emot varningstelegram angående isberg. Kapten Smith valde efter den första varningen att ändra kurs i en mer sydlig riktning, troligen för att undvika isen föröver. En ovanligt mild vinter i de norra polartrakterna hade lett till att ett stort antal isberg drivit nedåt i Nordatlanten. På förmiddagen den 14 april fick telegrafisterna ombord ytterligare isvarningar, från fartyget Caronia. På kommandobryggan ansågs inte detta som särskilt allvarligt då man resonerade att isberg på Atlanten vid den här tidpunkten på året bara var naturligt och att man skulle kunna upptäcka dem på långt håll och i god tid hinna göra en eventuell undanmanöver. Vädret denna dag var till en början regnigt och kallt till skillnad från föregående dagars solsken och lätta vindar. Ombord pågick olika former av fritidsaktiviteter beroende på vilken klass man reste med, dock hölls gudstjänster för alla klasser. Titanics båda telegrafister, Jack Phillips, och Harold Bride, tog ungefär två timmar efter rapporten från Caronia emot nästa varning angående isberg, denna gång från den holländska ångaren Noordam.
Fler varningar väntade strax efter middagstid, men de flesta nådde inte kommandobryggan. På eftermiddagen sjönk temperaturen och det blev kallare. Vid 19.30-tiden mottogs rapporter från SS Californian om ett kraftigt isfält beläget endast en halv mil söderut. Kapten Smith fick dock inte telegrammet då han gått för att äta kvällsmat med några passagerare. Istället togs det emot av något av de andra befälen ombord. Efteråt ville dock ingen av de eventuellt berörda kännas vid detta. När Smith senare anlände till kommandobryggan samtalade han med Lightoller angående de kalla väderförhållanden som nu rådde. Det fanns inget månljus som kunde reflekteras från eventuella isberg och bristen på vind innebar att inte heller vågbrytning skulle kunna underlätta upptäckt. Man beslöt att informera utkikskorgen och be manskapet där att hålla ett vaksamt öga efter isberg. Lightoller fick återigen ansvaret på bryggan då Smith gått till sängs, klockan var då runt 21.20. Trots att man på kommandobryggan var medvetna om att väderleken skulle försvåra möjligheterna att upptäcka ett isberg i tid, behöll man den höga farten på 21 knop. White Star Lines direktör hade tidigare under dagen samtalat med kapten Smith om fartygets insatser hittills under resan. Man kom fram till att Titanic har haft en mycket bra fart men enligt vissa källor kom Ismay nu med förslaget att öka farten ytterligare, något som han själv senare förnekade.

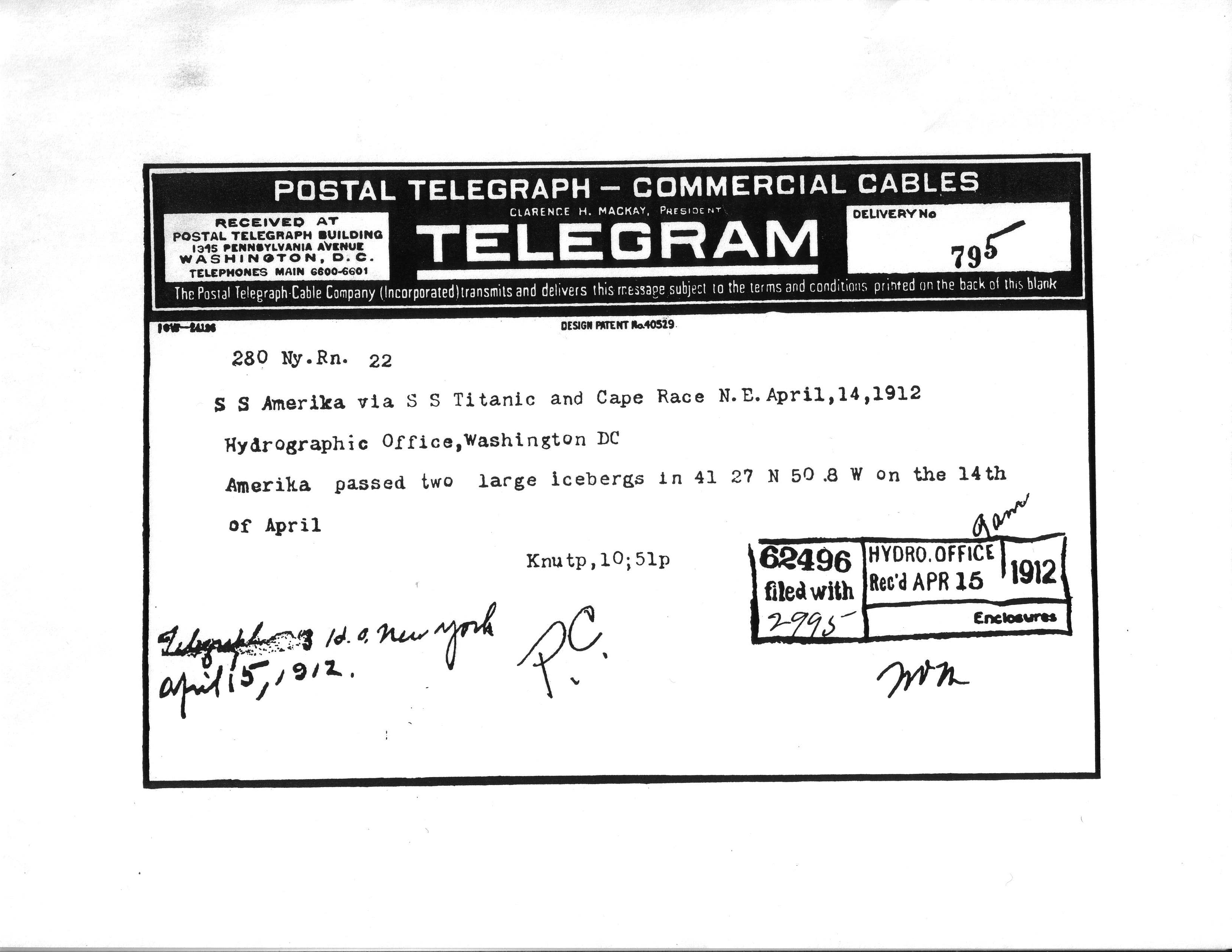
Telegram från SS Amerika som togs emot av Titanic, angående två stora isberg, 14 april 1912.

Att Titanic fortsatte att ånga på i full fart var ändå inte märkligt då det vid tiden var praxis. Även om fartyget inte försökte sätta fartrekord var tiden en prioritet, och under rådande sjöfartspraxis kördes fartyg ofta nära full fart, med eventuella isvarningar sedda endast som rådgivning och man satte istället tillit till utkiken och vakten uppe på kommandobryggan. Man trodde också allmänt att is utgjorde en tämligen liten risk för stora fartyg. Närkontakt med is var inte ovanligt och till och med frontalkrockar hade inte varit katastrofala. År 1907 hade SS Kronprinz Wilhelm, en tysk oceanångare, rammat ett isberg, men hade ändå kunnat slutföra sin resa; och Titanics kapten Smith själv hade redan 1907 förklarat att han ”inte kunde föreställa sig något tillstånd som skulle leda till att ett skepp gick under. Modern skeppsbyggnad har tagit sig förbi det.” Dessutom hade han som kapten på systerfartyget Olympic år 1911 varit med om en olycka med ett krigsfartyg. Olympic hade då endast tagit marginell skada medan krigsfartyget fått stora skador på sitt roder och akter; detta trots att hon var byggd för att ramma andra fartyg. Detta stärkte allmänt tron på att White Star Lines skepp i ”olympic-klass” var osänkbara.
Det började bli allt lugnare ombord på fartyget. Passagerare från de olika klasserna hade gått och lagt sig, eller var på väg att göra det. Underhållningen var slut för dagen och orkestern hade slutat spela. Telegrafisten Harold Bride hade gått till sängs och endast förstetelegrafisten Jack Phillips fanns på plats i Marconirummet, där han hade fullt upp med att via den kanadensiska kustradiostationen Cape Race (anropssignal MCE) arbeta undan den omfattande telegramtrafik som samlats på hög efter att man tidigare på dagen tvingats avbryta sändningen för reparation av en trasig transformator, och som  fortsatt att växa allteftersom man närmade sig  slutdestinationen. Vid 23.05 kom ett nytt anrop från Californian där telegrafisten Cyril Evans sände meddelandet ”Vi har tvingats stanna och är omgivna av is” (inlett med det informella anropsprefixet SOM, ”Say Old Man”), något som fick den strängt upptagne Phillips att (efter prefixet DDD, en uppmaning till tystnad) bryskt svara: ”Jag är upptagen! Jag arbetar med Cape Race”, varpå Evans, som var ensam telegrafist på Californian, stängde av sin station. Uppe på Titanics kommandobrygga hade nu förste styrman William Murdoch befälet då kapten Smith fortfarande befann sig i sin hytt.

## Kollisionen
I förmastkorgen ansvarade de båda utkiksmännen Frederick Fleet och Reginald Lee för utkiken. De frös kraftigt och hade bara sina ögon att lita till då de kikare de skulle haft som hjälpmedel var inlåsta i ett skåp som ingen ombord hade nyckel till. De hade återigen fått order om att hålla extra utkik efter is och isberg då nya isvarningar tillkommit under senkvällen. När klockan var 23.38 fick Fleet syn på ett svart föremål rakt föröver. Han och kompanjonen förstod genast att det var ett isberg. Fleet slog tre slag (”fara förut”) på varningsklockan och ringde upp kommandobryggan. Sjätte styrman James Paul Moody var den som tog upp luren: ”Ja, vad ser du?” Fleet svarade: ”Isberg rakt föröver!”. Man tror att det var förste styrman William Murdoch som nu gav rorgängaren Robert Hichens order om dikt styrbord. Denna order betydde vid denna tid att fartyget fördes åt babord. Han telegraferade därefter genast ordern ”Full fart back!” till samtliga av fartygets ångmaskiner. Enligt vissa källor väntade dock Murdoch uppemot en halv minut innan ordern gavs då han ville se om fartyget skulle klara sig utan att behöva göra en hastig undanmanöver. Att Murdoch gav ordern full fart back bygger till stor del på fjärde styrman Joseph Boxhalls vittnesmål. Den överlevande smörjaren Frederick Scott menade att telegraferna i maskinrummet gick till kommandot ”stopp i maskin”.

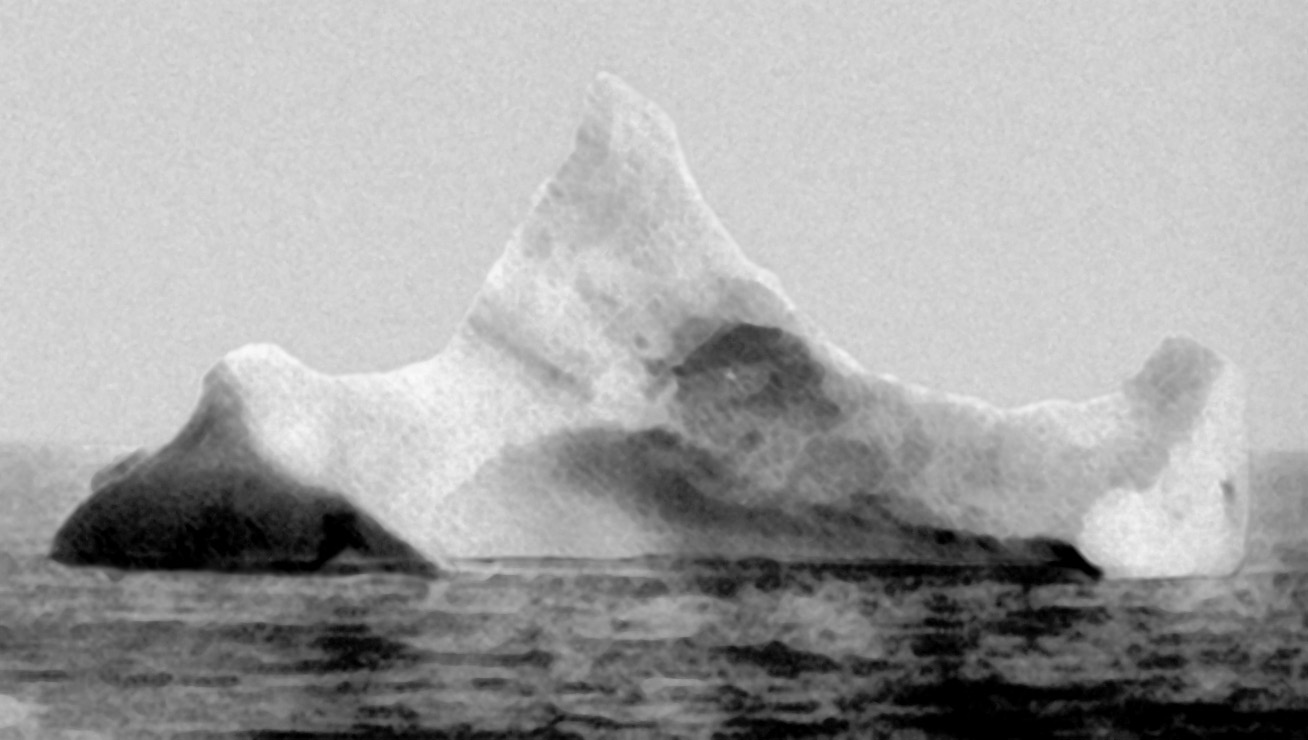
Isberget som misstänks ha varit orsak till Titanics förlisning, fotograferat på morgonen den 15 april 1912, bara några mil söder om olycksplatsen. Det blev uppmärksammat på grund av röd färg längs bergets botten, vilket tydde på att det hade kolliderat med ett fartyg.

Titanic, med en fart på omkring 21 knop, girade nu kraftigt åt babord, men inte tillräckligt snabbt, och mellan en halv och en minut efter att utkiken observerat det stötte Titanic samman med isberget. Kollisionen medförde kraftiga skakningar och oväsen och flera passagerare väcktes abrupt ur sin nattsömn. De som begav sig ut ur sina hytter och upp på däck för att få klarhet lugnades med att de ”bara” krockat med ett isberg. Trots smällen var de flesta passagerarna helt omedvetna om händelsen, särskilt de i första och andra klass. Kollisionen hade dock medfört flera ton nedrasad is uppe på welldäck och snart var fartyget helt stilla.
Trots att sammanstötningen med isberget varit förhållandevis lätt, närmast som en touch i samband med undanmanövern, började Titanic snabbt att ta in vatten. Postrummet nere på G-däck var snart under vatten, likaså ett flertal lastrum. Enligt beräkningar skulle fartyget kunna klara av att flyta med fyra vattentäta sektioner fyllda men kollisionen medförde att fem sektioner revs upp, vilket fick till följd att fören började gå ned och vatten rann över skotten. Vattnet strömmade först in nere i pannrum 6, sedan pannrum 5. Murdoch hade redan vid fartygets kollision inlett stängningen av alla de vattentäta dörrarna, men vattnet hade hunnit strömma in och pannrum 6 blev på kort tid vattenfyllt. Titanic fortsatte att ta in mycket vatten på kort tid och då dess pumpar i övrigt var för klena, strömmade det in uppemot 300 ton iskallt vatten per minut.
När kapten Smith anlände till bryggan fick han genast information av Murdoch om vad som just hade inträffat. Han kallades därpå, tillsammans med en av Titanics ombordvarande konstruktörer, Thomas Andrews, ner till de lägre däcken och postrummet för att se hur stora skadorna var. Andrews gav samtidigt Smith informationen att tre av de vattentäta sektionerna var vattenfyllda; alltså fanns fortfarande en chans att fartyget skulle hålla sig flytande om bara pumparna orkade med. Smith gav sig tillbaka upp till bryggan medan Andrews fortsatte undersökningen för att bilda sig en bättre uppfattning om vidden av skadorna. Klockan var runt 00.25 då han fått klart för sig att ytterligare två sektioner vattenfyllts och att detta betydde att skeppet var dömt att gå under. Efter att ha rusat uppför trapporna och utfört några snabba beräkningar meddelade Andrews kapten Smith att Titanic skulle sjunka inom en till två timmar.
Smith hade redan tidigare beordrat överstyrman Henry Wilde att förbereda livbåtarna, som dock inte skulle räcka för alla, samtidigt gett order till telegrafisten Phillips om att sända iväg den första nödsignalen CQD. Den andre telegrafisten ombord, Harold Bride, var sedan en tid vaken och befann sig i Marconirummet tillsammans med Phillips trots att han inte var i tjänst, Han väntade på att byta av sin kollega som, enligt Brides senare vittnesmål, var riktigt trött. Klockan 00.15 fick Phillips en lapp med fartygets position och sände nödmeddelandet:
| ” | CQD...har slagit i isberg...sjunker fort...kom till vår assistans... position lat 41.46 N long 50.14 W MGY | „ |

Phillips och Bride förstod först inte allvaret i den uppkomna situationen, eller så använde de humorn för att inte drabbas av panik då de började att skämta om de meddelanden som nu sändes iväg. På Brides inrådan, inlindat i svart humor: ”Sänd S.O.S., det är det nya anropet. Det kan vara din sista chans att sända det”, började Phillips med ett skratt att blanda SOS och CQD och fick svar av ett antal fartyg, alla långt borta. På Cunard Lines passagerarfartyg RMS Carpathia, fyra timmars gång från Titanic, hade telegrafisten Harold Cottam frivakt. Trots detta hade han satt på sig hörlurarna för att höra om någonting pågick ute i etern. Klockan 00.25 uppfångade han Titanics nödsignaler och vidarebefordrade dem omedelbart till bryggan. Fartyget satte högsta fart mot det sjunkande skeppet som befann sig cirka 600 nautiska mil sydost om Newfoundland. Enligt Carpathias logg sände Titanics telegrafister nödsignalen CQD följt av MGY (Titanics anropssignal) sex gånger.

### Kaoset ombord
Många av passagerarna förstod först inte att Titanic faktiskt höll på att sjunka, och man trodde istället att den tidigt givna ordern att ta sig till livbåtarna bara var en övning (den ordinarie sjönödsövningen  samma dag hade ställts in) och stannade inne istället för att våga sig ut på däck i det kalla vädret. Allt fler ombord insåg dock så småningom att läget var allvarligt. Bland annat hade ett flertal däck i tredje klass satts under vatten och allt fler förvirrade resenärer sökte sig upp mot huvuddäck för att få klarhet i vad som inträffat. Besättningen försökte göra allt för att lugna passagerarna, till exempel fick orkestern, med bandledaren Wallace Hartley, order att fortsätta spela musik för att förhindra panik. Klockan 00.20 började styrmännen att förbereda den första livbåten för användning. Sammanlagt var Titanic utrustad med 20 livbåtar av tre olika typer. Totalt 14 träbåtar (numrerade 3–16) med plats för 65 personer, 2 träkuttrar (nummer 1–2) med plats för 40 personer samt slutligen 4 ”hopfällbara” livbåtar med bokstäverna A till D med plats för 47 personer vardera. Båtdäcket dominerades stort av förstaklasspassagerare då man till en början förhindrade tredjeklasspassagerare tillträde till detsamma. Styrmännen Murdoch och Lightoller hade till en början svårt att övertyga passagerarna att kliva i livbåtarna då man kände oro över att skiljas från sin familj; samtidigt som många var fyllda av förundran och chock över att lämna det fartyg som sagts dem vara osänkbart. Ordern att livbåtarna skulle fyllas med ”kvinnor och barn” tolkades dock olika av de båda styrmännen. Murdoch tog det hela som ”kvinnor och barn först” och tillät därför också en del män att kliva i en livbåt om plats fanns. Lightoller på skeppets motsatta långsida hade däremot förstått det som att ”endast kvinnor och barn” skulle ta plats i båtarna. Detta fick till följd att de båtar han ansvarade för hissades ner med gott om platser kvar om inga kvinnor eller barn stod på kö för att låta sig räddas.

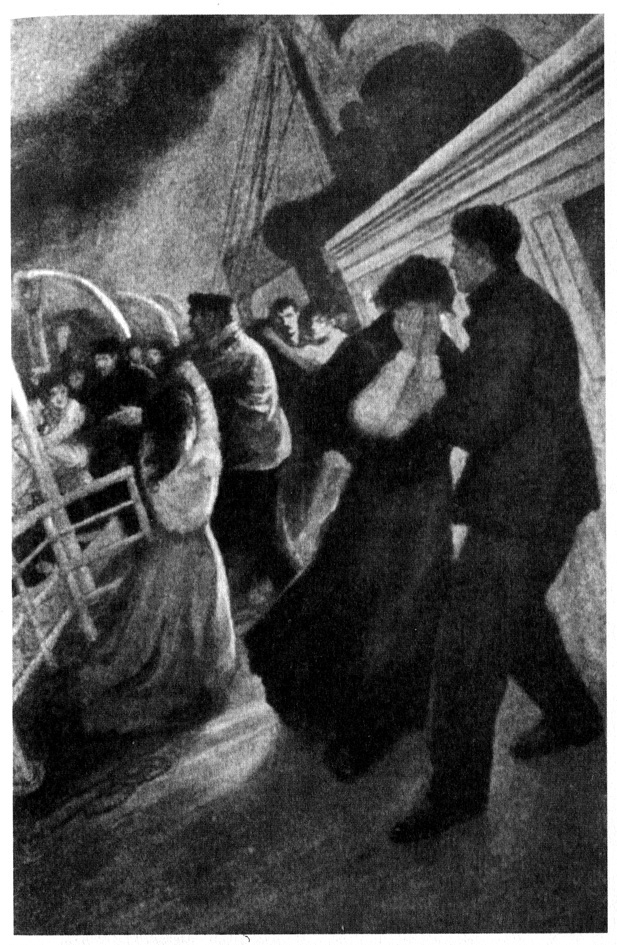
”The sad parting”. Illustration från 1912.

Klockan 00.45 firades den första livbåten, nummer 7, med plats för 65 personer ned i den kalla Atlanten; dock med endast 28 personer ombord. Vid den här tiden utbröt stor förvirring och desperation bland de lägre klasserna. Många av dem var nu mer eller mindre instängda i skeppets lägre regioner då de av olika hinder i form av grindar, krångliga långa gångar med många trappor och korridorer försenades eller hindrades från att ta sig till båtdäck. De som ändå lyckades ta sig ända upp blev oftast avvisade från att ta plats i en livbåt då de rika prioriterades; vilket också tydligt, med 75 procent av passagerarna från tredje klass i de dödas skara, avspeglar sig i statistiken efter katastrofen.Tio minuter senare, kl 00.55, firades den andra livbåten, livbåt nr 6, ner i havet. Då Lightoller insåg att det bara var en sjöman ombord på livbåten bad han om någon frivillig sjövan person att ta sig ombord. Fram steg då en Arthur Godfrey Peuchen från Royal Canadian Yacht Club som via ett rep firade sig ner i livbåten. Han skulle bli den enda man Lightoller tillät gå ombord på någon av de båtar han hade befälet över. Också denna livbåt sänktes ned med endast 28 personer ombord.
Livbåtarna sänktes nu ner i allt snabbare takt, en på bara några minuter, men de flesta var långt ifrån fulla. Nr 5 lämnade Titanic med 41 personer ombord, nr 3 hade 32 ombord, nr 8 innehöll 39 och nr 1 med en kapacitet på 40 hamnade i vattnet med bara 12 personer. Evakueringen gick inte smidigt tillväga och flera av passagerarna skadades sig härvid. En kvinna föll mellan livbåt nr 10 och skeppssidan men fångades upp vid fotleden och drogs tillbaka in på promenaddäck och en annan kvinnlig passagerare bröt flera revben och slogs medvetslös när en överviktig läkare och hans bror hoppade i livbåt nr 5. Även livbåtarnas nedfirande i sig var riskabelt. Nr 6 blev nästan översvämmad av vatten som forsade ut från skeppssidan men lyckades till sist ta sig iväg från fartyget. Livbåt nr 3 var också den nära katastrof när en dävert fastnade och höll på att slunga passagerarna ut ur livbåten och ner i havet.
Många av passagerarna, främst ur tredje klass, och majoriteten av besättningsmännen började nu inse att deras liv inte skulle gå att rädda. Detta då nästan alla platser i livbåtarna redan reserverats för passagerare från första klass och försök att i panik ändå ta sig ombord på en livbåt under nedfirning misslyckades. Några skeppsbefäl drog därvid vapen och skott avfyrades som varning, vilket möjliggjorde fortsatt lastning av kvinnor och barn. Av de passagerare från tredjeklass som trots det klarade sig blev många räddade i de sent nedfirade livbåtarna 13 och 15 som var nära trappan från tredjeklassektionen, men även den främre hopfällbara livbåten C.  

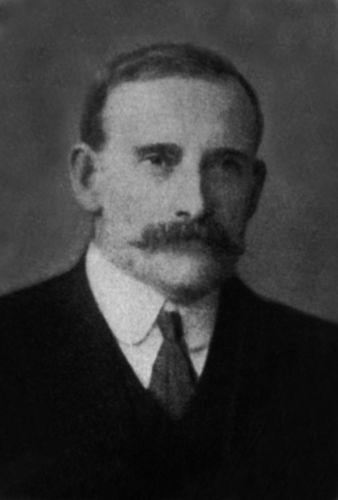
Titanics maskinchef Joseph Bell stannade på sin post i maskinrummet under förlisningen. Han offrade sitt liv för att tillsammans med ett stort antal kollegor förse fartyget med el till belysningen och Marconisändaren så länge de kunde.

Det fanns dock också de som vägrade att ta plats i någon livbåt. Många män från första klass, som insett att de inte skulle ta sig levande från skeppet utom på någon annans bekostnad, befann sig istället i olika rökrum där de till synes helt obekymrade stannade kvar, allt medan fartyget vattenfylldes. Detta öde valde till exempel miljonären Benjamin Guggenheim som klädde om till formell klädsel ”för att dö som en gentleman”. Också många kvinnor vägrade att skiljas från sina män när de beordrades kliva ned i livbåtarna. En av dessa var miljonärskan Ida Straus, vars första tanke var att rädda sig själv, men som snart likt sin man istället valde att lugnt och stilla invänta sin död. De första nödraketerna sändes nu upp mot skyn samtidigt som familjer och grupper splittrades när fartygets lutning mot fören stadigt ökade och de kvarvarande ombord fick allt svårare att hålla balansen. Klockan var då cirka 01.15.

### Förlisningen

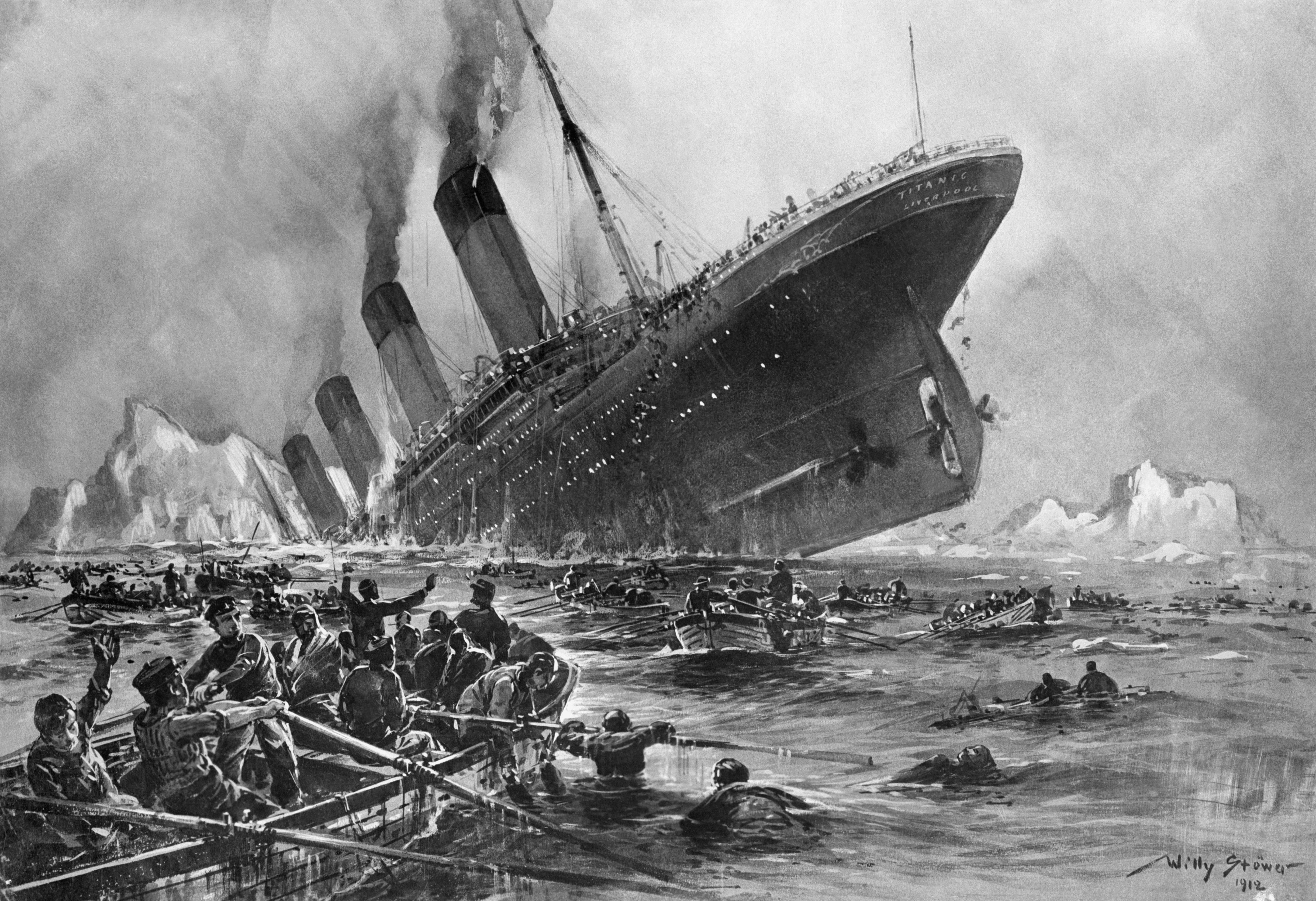
Målning föreställande Titanics förlisning, av den tyske konstnären Willy Stöwer (1864–1931).

Klockan 02.05 firades den sista livbåten ned i havet och mer än 1 500 människor var nu lämnade åt sitt öde på det sjunkande fartyget. Kapten Smith begav sig åter till kommandobryggan efter att ha berömt besättningen för ett gediget jobb, och med det avslutande yttrandet att ”nu är det upp till var man att rädda sig själv”. Också Titanics konstruktör Thomas Andrews valde att dra sig undan till rökrummet i första klass där han, enligt vittnen, tålmodigt väntade in sin död.
Omkring 02.15 började Titanics lutning snabbt att öka då vatten forsade in i tidigare luftfyllda delar av skeppet genom lastluckor. Detta orsakade en, som en överlevande kallade det, en ”jättevåg” som sköljde över skeppet från båtdäckets främre del och bakåt svepande många människor ut i havet. Den främre skorstenen kollapsade nu under sin egen vikt och krossade flera personer när den föll i vattnet. Med liten marginal klarade sig livbåt B som fortfarande, likt livbåt A, desperat försökte sjösättas av ett antal personer, och av den våg som skapats sveptes dessa båda båtar iväg ett femtiotal meter från det sjunkande skeppet.
Ögonvittnen såg nu Titanics akter resa sig högt upp i luften när fartyget lutade ner i vattnet, med en förmodad vinkel på 30-45 grader och man beskrev ett starkt ljud, som några hänförde till skeppets pannor som exploderade. Den överlevande författaren Lawrence Beesley menade att det lät som om ”motorerna och maskineriet lossnade från sina bultar och lager och föll genom sektionerna, krossande allt på sin väg”. Alla kvarvarande ombord befann sig nu akterut på skeppet då de främre delarna var under vatten. Titanic skickade klockan 02.17 ut en sista nödsignal och bara en minut senare blinkade allt elektriskt ljus för att sedan gå över i permanent mörker. Förstaklasspassageraren Jack Thayer vittnade om att han sett ”grupper av de femtonhundra människorna kvar ombord, klamrande sig fast i klungor eller klasar, som svärmande bin, bara för att falla i massor, par eller ensamma när den stora akterdelen av skeppet, tvåhundrafemtio fot [ca 75 m] av det, reste sig mot himlen.” Thayer var en av de i minoritet som efteråt, helt riktigt, menade att skeppet gått under i två delar.

En grafisk animering av förlisningen.

Allt fler ramlade ned i det kalla havet; en del hoppade i av egen vilja. Ett kraftigt brak hördes då fartyget på grund av påfrestningarna, med den främre delen under vatten och aktern hängande i luften, bröts itu mellan tredje och fjärde skorstenen. Ett sådant scenario hade man inte räknat med vid byggandet av skeppet, som skulle vara ”osänkbart”. Flertalet av passagerarna som hade befunnit sig på akterdelen föll nu ned i vattnet och omkom. Många som redan befann sig i havet blev antingen ihjälklämda eller krossade av de stora restdelar som lossnade från fartyget. När den främre delen av skeppet helt brutit sig loss från den bakre och försvunnit under vattenytan stod aktern fortfarande rakt upp i ett par minuter innan slutligen det sista av Titanic kl 02.20 försvann ned i Atlanten.
Skeppet lämnade efter sig ett stort antal ännu levande människor i havet. Samtidigt som dessa desperat kämpade för sina liv i det iskalla vattnet befann sig de räddade personerna i sina livbåtar endast ett hundratal meter bort. Av dessa var det endast en livbåt, nummer 14 med femte styrman Harold Lowe, som begav sig tillbaka till olycksplatsen för att försöka rädda så många de kunde. Livbåt 14 hade först tömts på överlevande som överförts till andra livbåtar och man väntade sedan en stund på att de kämpande i vattnet hade ”lugnat ner sig” innan man vågade ro tillbaka. På grund av kylan i vattnet hade de flesta dock redan dött innan de hunnit fram och endast fyra personer (varav en avled redan i livbåten) räddades ur vattnet när man sökte efter överlevande. Det fanns dock en livbåt som ännu inte hade fyllt sitt syfte. Det var livbåt B som hade hamnat upp och ner, och de som nu fick syn på den kämpade för sina liv att få den på rätt köl igen. Till en början var den omringad av ett 150-tal panikslagna människor som snart minskade till ett tjugotal. Några som befann sig vid livbåten var andrestyrman Charles Lightoller och den amerikanske skribenten Archibald Gracie som båda klarade sig med livet i behåll. Den vattenfyllda och skadade livbåt A som flutit iväg från Titanic blev också den räddningen för ett fåtal personer som hamnat i havet, däribland svensken Carl Olof Jansson och norrmannen Olaus Abelseth.
Den sista personen som räddades ombord på en livbåt var chefsbagaren på Titanic, Charles Joughin, som anmärkningsvärt nog hade klarat sig levande under - vad han själv uppskattade det som - två timmar i det iskalla vattnet. Han hade då det börjat gryna simmat fram till livbåt B som låg halvt på sidan, men då han inte kunnat ta sig upp på ett säkert sätt för de 20-tal personer som befann sig ovanpå den blev han kvar i vattnet, hängande i armen på en kollega som känt igen honom. Till sist togs han ombord av en annan livbåt som kommit i närheten. Troligen hade den stora mängd alkohol han inmundigat (som oftare dock förkortar den tid man klarar i dylika situationer) hjälpt honom.

### Carpathiasankomst

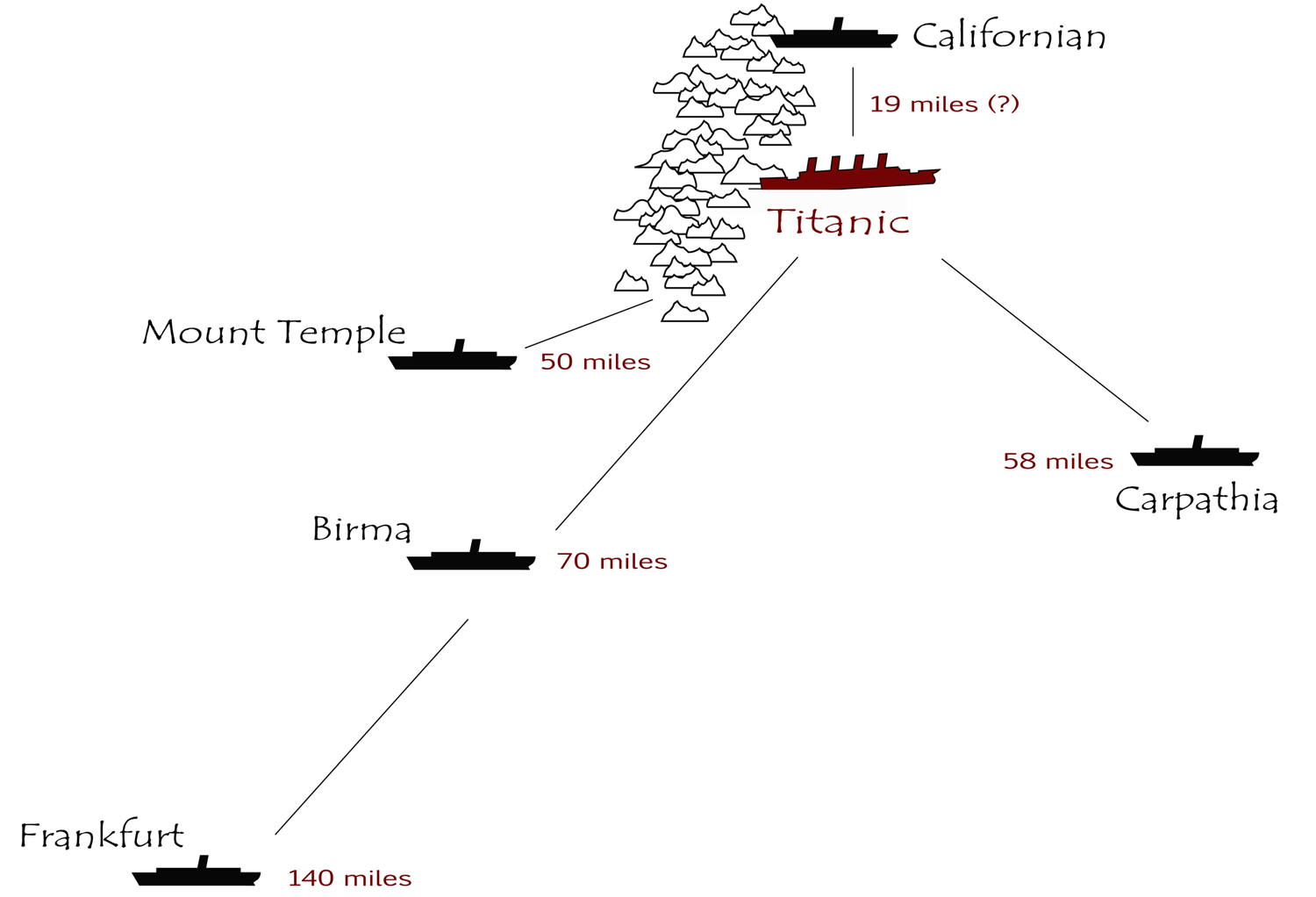
Fartyg i närheten av Titanic.

De överlevande fick sitta i sina livbåtar i flera timmar innan de fick hjälp. Vid fyratiden på morgonen den 15 april anlände fartyget Carpathia. Fartyget började skjuta upp raketer och nu förstod de nödställda i livbåtarna att de var räddade. Carpathia hade på sin väg till undsättning av sin kapten, Arthur Rostron, beordrats en maxfart på 17,5 knop, tre knop högre än det normala, vilket troligen bidrog till att man räddade många av den bitande kölden hårt ansatta från att frysa ihjäl.
Klockan 04.10 hissades den första livbåten upp i säkerhet; den sista 08.30. Innan hemfärden mot New York sökte man sedan förgäves efter fler överlevande. Ombord på Carpathia utdelades filtar och dryck för att göra det så drägligt som möjligt för de räddade. Det var dock många som inte kände sig bekväma på det undsättande fartyget och skillnad i behandlingen av de räddade var tydlig; bland annat förlades männen från tredje klass i särskilda lastrum. I brev och berättelser från de resterande resdagarna ombord på Carpathia nämns lukten, bristen på hygien samt dålig mat som framträdande. Så här beskrev den överlevande, 23-åriga småländskan Olga Lundin det hela:
| ” | "Vi äro som svin här, det är icke annat än japaneser och ziguenare. Det luktar så att man håller på att dö och ingenting kan man äta." | „ |

| En svensk överlevande |
| --- |
| Överlevande från Titanic ombord på Carpathia. Edvin Lundström från Östra Nöbbelöv emigrerade 1900 till Fresno i Kalifornien i USA. Han var strängt religiös och åren 1905–1911 missionerade han i Kina. Strax före Boxarupproret återvände han till Sverige och 1912 planerade han att resa med sin fästmö Elina Olsson till Fargo i North Dakota för att besöka vännen Emil Edward för att sedan resa vidare till Fresno. De reste via Köpenhamn till Southampton och gick ombord RMS Titanic som tredjeklasspassagerare med biljett nummer 350403 för vilken Lundström betalat lite mer än 7 pund. Ombord ledde han en grupp om tio bekanta, även de svenskar och djupt religiösa. När Titanic började sjunka informerade Lundström, enligt vad han själv angav i sitt vittnesmål, sitt sällskap vad som höll på att ske och hjälpte till med evakueringen. Lundström gjorde gällande att hans livbåt hade kantrat och att alla ombordvarande utom han själv hade drunknat. Uppgiften om kantrade livbåtar saknar dock stöd; det var bara de två hopfällbara livbåtarna A och B som aldrig hann sjösättas korrekt, dock utan att helt sjunka. Mer troligt är att Lundström på egen hand tagit sig ombord på en livbåt, men skämts över det faktum att han lämnat sin fästmö åt hennes öde. Carpathia ankom fyra timmar senare. Allt som kunde göras var att plocka upp de 710 överlevande (olika källor nämner 705-713) utspridda i olika livbåtar. Lundström var en av dem. Det fanns 123 svenska passagerare ombord, endast 34 av dessa överlevde. Kort före klockan 9 på morgonen beordrade kapten Rostron att fartyget skulle gå mot New York där de på kvällen den 18 april anlände vid Cunards hamnpir nummer 54. Tusentals människor hade samlats i hamnen för att få se fartyget och de överlevande. I hamnen lät man också filma Carpathia, de överlevande och besättningen. När Lundström kom till New York blev han placerad på St Vincent-sjukhuset. Han dog 1942 i Las Vegas. |

### Offer och överlevande
Runt 68 procent av de ombord på Titanic omkom i förlisningen. En betydligt större andel av passagerare från första klass överlevde jämfört med andra- och i synnerhet tredjeklasspassagerare och besättning. Då man tillämpade regeln ”kvinnor och barn först” var det också mycket få män som överlevde.
Det totala antalet offer för förlisningen är något oklar, bland annat på grund av att passagerarlistan omfattade namn på personer som ställt in sin resa i sista minuten, men också att flera passagerare av olika skäl reste under alias och således dubbelräknades i olycksstatistiken. Den totala dödssiffran har därför satts till mellan 1490 och 1635 personer. Siffrorna i tabellen är från brittiska Board of Trades rapport om olyckan.
| Kategori | Kategori   | Antal ombord | Antal räddade | Antal omkomna | Procent räddade | Procent omkomna |
| -------- | ---------- | ------------ | ------------- | ------------- | --------------- | --------------- |
| Barn     | 1:a klass  | 6            | 5             | 1             | 83 %            | 17 %            |
| Barn     | 2:a klass  | 24           | 24            | 0             | 100 %           | 0 %             |
| Barn     | 3:e klass  | 79           | 27            | 52            | 34 %            | 66 %            |
| Kvinnor  | 1:a klass  | 144          | 140           | 4             | 97 %            | 3 %             |
| Kvinnor  | 2:a klass  | 93           | 80            | 13            | 86 %            | 14 %            |
| Kvinnor  | 3:e klass  | 165          | 76            | 89            | 46 %            | 54 %            |
| Kvinnor  | besättning | 23           | 20            | 3             | 87 %            | 13 %            |
| Män      | 1:a klass  | 175          | 57            | 118           | 33 %            | 67 %            |
| Män      | 2:a klass  | 168          | 14            | 154           | 8 %             | 92 %            |
| Män      | 3:e klass  | 462          | 75            | 387           | 16 %            | 84 %            |
| Män      | besättning | 885          | 192           | 693           | 22 %            | 78 %            |
| Totalt   | Totalt     | 2 224        | 710           | 1 514         | 32 %            | 68 %            |

Mindre än en tredjedel av de ombord på Titanic överlevde alltså katastrofen. Några överlevande, också bland de som räddats ombord på Carpathia, dog kort därefter; av skador uppkomna vid förlisningen eller av sjukdomar som en följd härav. Siffrorna visar stora skillnader i överlevnad mellan de olika klasserna ombord på Titanic. Medan endast 3 procent av förstaklasskvinnorna omkom, omkom 54 procent av de i tredje klass. Likaså överlevde fem av sex barn i första och andra klass, men 52 av de 79 i tredje klass dog
Bland de räddade fanns rederiet White Star Lines verkställande direktör, Joseph Bruce Ismay, som lyckades komma i en av de sista livbåtarna. En förstaklasspassagerare som överlevde var skådespelerskan Dorothy Gibson som strax därefter också spelade huvudrollen i den första filmen om händelsen. Titanics andretelegrafist Harold Bride räddades ombord på Carpathia och lades halvdöd med förfrusna fötter i en sjuksäng. Senare bars han in i radiohytten för att hjälpa Carpathias telegrafist Harold Cottam med den oerhörda trafikmängden, där hela världen skrek efter nyheter från katastrofen. Cottam var i tjänst 65 timmar i sträck och kollapsade till slut över sin telegrafnyckel.
I maj 2006 dog Lillian Gertrud Asplund, den sista överlevande med minnen från katastrofen, som var endast fem år gammal när Titanic sjönk. Den 31 maj 2009 dog Millvina Dean, den allra sista överlevaren, som dock bara var två månader vid förlisningen.

## Efter katastrofen

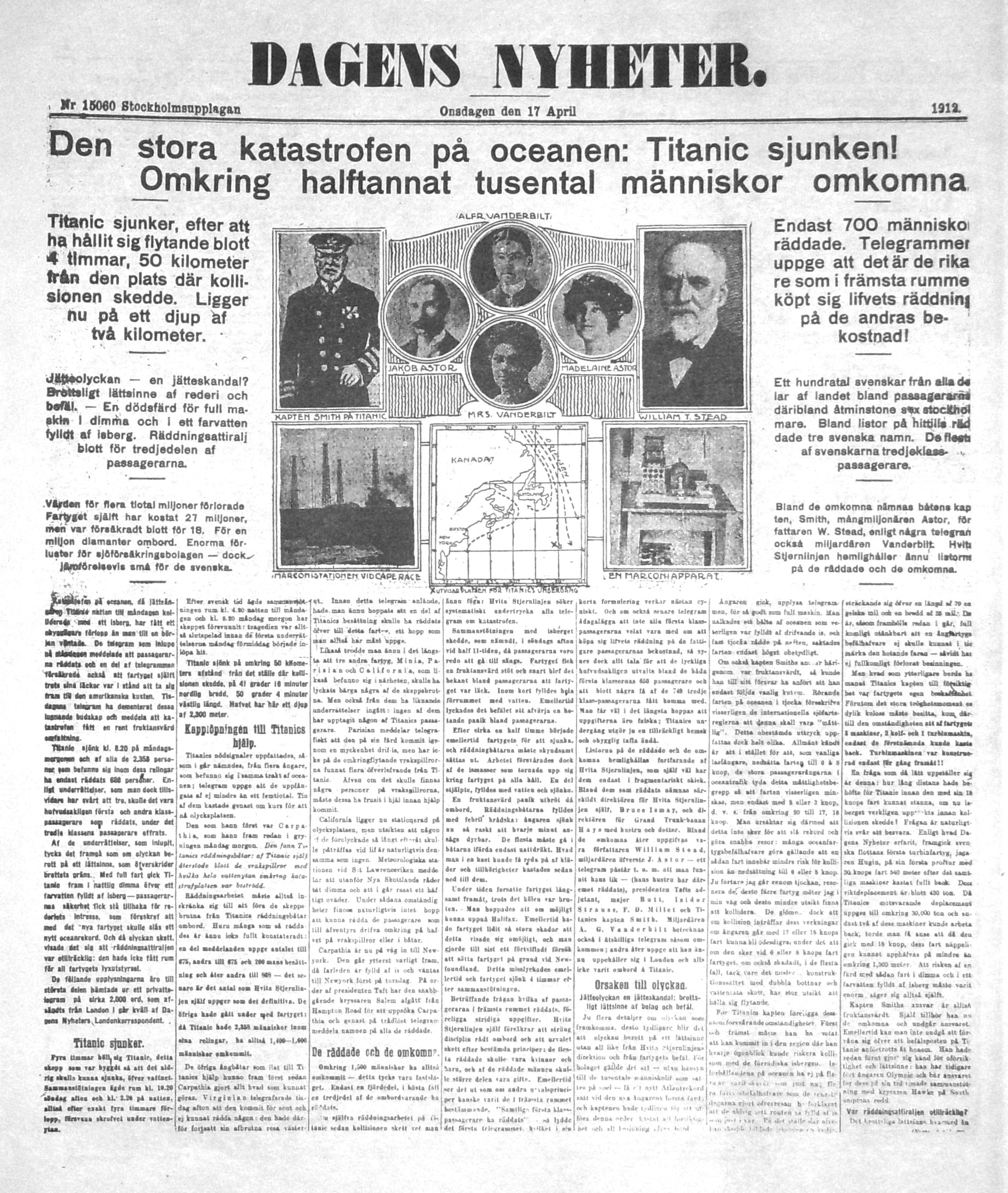
Dagens Nyheter den 17 april 1912, med rubriken ”Titanic sjunken!”.

### Nyheten når ut
Nyheten om Titanics förlisning spreds som en löpeld över världen. Mängder med människor samlades utanför rederiet White Star Lines kontor för att om möjligt ta reda på om vänner och släktingar omkommit vid olyckan. Allmänheten var chockad över hur detta mäktiga fartyg kunde sjunka med sådan stor förlust av liv. Tidningar runt om i världen publicerade långa artiklar om katastrofen och var ivriga att delge den senaste informationen. Spekulationerna var till en början vilda angående förlisningen och om vilka som lyckats överleva. Några tidningar drog till och med den felaktiga slutsatsen att Titanic trots kollisionen med ett isberg lyckats undkomma förlisning, bland annat svenska Aftonbladet som hade rubriken ”Världens största oceanångare nära att gå under”, publicerad den 16 april 1912.
Många medier var också mycket hoppfulla om ett lågt dödsantal, vissa så till den grad att man hävdade att alla lyckats överleva. Efter bara en dag skulle dock nyheterna beskrivas annorlunda då man skrev att allt ”var värre än befarat”. Dagens Nyheter skrev den 17 april: ”Den stora katastrofen på oceanen: Titanic sjunken! Omkring halftannat tusental människor omkomna”. I detta nummer nämns en klarare helhet av olyckan, då det skrevs att omkring 1 500 människor hade mist livet och att drygt 700 personer närmade sig New York efter att hämtats upp av Carpathia. Det var ännu mycket ovisst om vilka personer som räddats. ”Hvita Stjernlinjen hemlighåller ännu listorna på de räddade och de omkomna”, skrev Dagens Nyheter vidare samtidigt som man stort slog upp det faktum med hänvisning till ett telegram att det var ”...de rikare som i främsta rummet köpt sig lifvets räddning på de andras bekostnad!”.

### Sökandet efter kroppar, begravningar till havs
Efter att fartyget Carpathia bara funnit ett enda lik vid olycksplatsen och Californian endast sökt efter överlevande, öppnade detta istället plats för andra fartyg. Sammanlagt fyra fartyg deltog under sökandet: Mackay-Bennett, Minia, Montmagny och Algerine. Man avreste den 17 april, med fartygen rustade med bland annat is, trälådor och skrot. Det sistnämnda skulle användas som tyngder för dem som kanske måste begravas i havet. Också präster och begravningsentreprenörer var med ombord, allt för att det hela skulle gå rätt och kristligt tillväga. Mackay-Bennett var det fartyg som var först på olycksplatsen; dock först efter tre dagars restid beroende på dåligt väder. Den 21 april inleddes sökandet och första dagen bärgades 51 kroppar, varav 24 begravdes i havet. Hälsobestämmelserna krävde att bara balsamerade kroppar skulle sändas tillbaka till hamn och få en begravning på land. Men balsameringsmedlen ombord tröt ganska snart och strax var lagren helt uttömda. Kapten Larnder och begravningsentreprenörerna ombord beslöt då att endast bevara förstaklasspassagerarnas kroppar. De motiverade sitt beslut med behovet av att visuellt identifiera rika män för att inte bidra till tvister över de eventuellt stora egendomar de omkomna kunde ha haft. Som en följd blev tredjeklasspassagerare och omkomna besättningsmän begravda till sjöss. Larnder själv hävdade att man som sjöman, som han själv, skulle han ha förväntat sig att bli begravd till havs.
Man fortsatte sedan att bärga lik under en dryg vecka och vid ankomsten till Halifax hade sammanlagt 306 döda tagits om hand. 190 av dessa medfördes tillbaka medan 116 begravdes direkt i havet. Före bärgningsinsatsen skämdes många anhöriga över att deras släktingar kanske flöt omkring i Atlanten och ville så snart som möjligt ha de sina iland för att kunna ge dem en korrekt begravning. Många av de bärgade kropparna – som inte funnit sin vila till havs – begravdes i Halifax. Vissa transporterades dock vidare till sina hemorter eller togs om hand av någon anhörig som bestämde vad som skulle ske med kroppen.

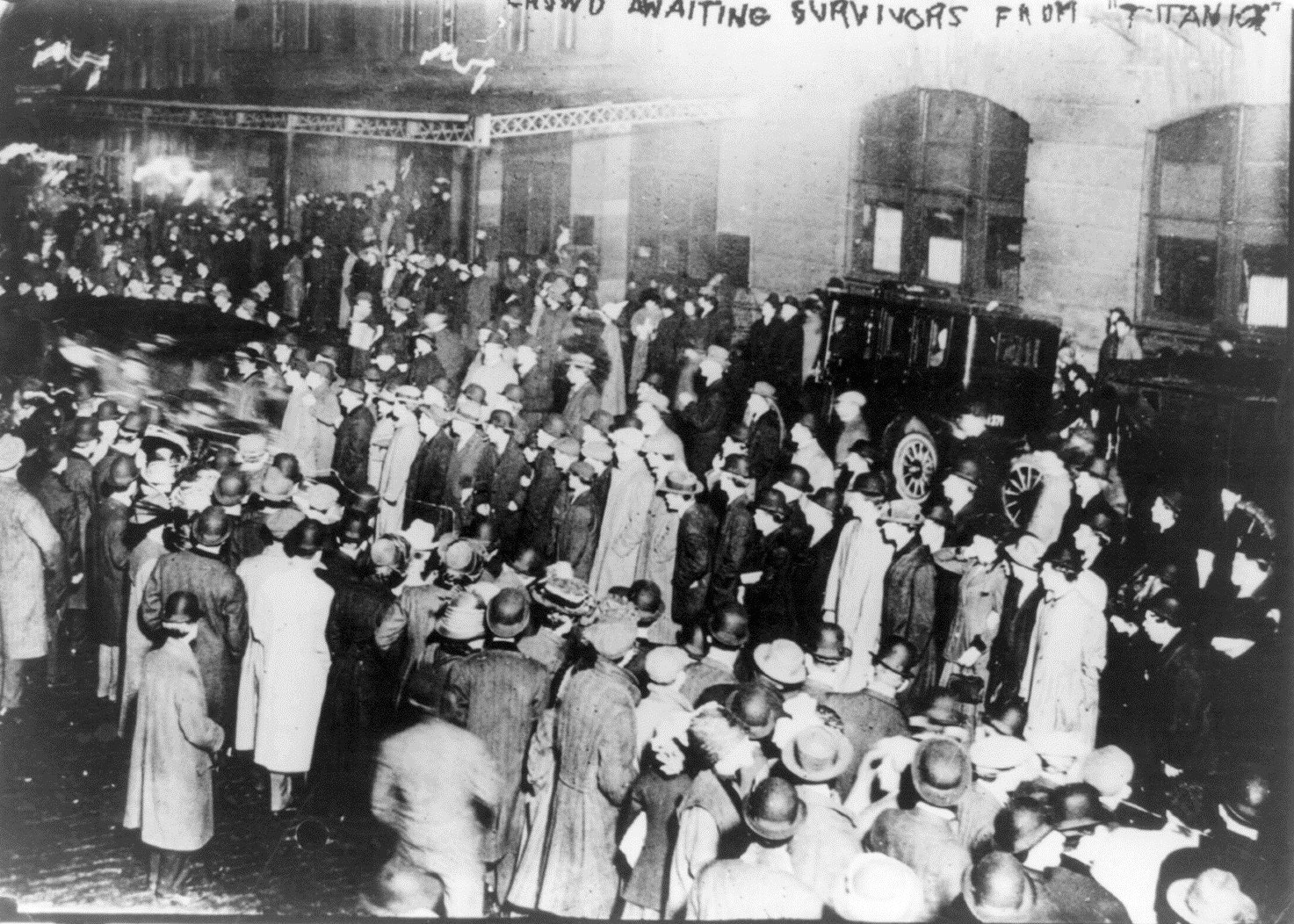
En stor folkmassa har samlats nära hamnen i New York för att vänta på överlevande.

Fartyget Minia övertog nu sökandet och man fann 17 lik, varav två begravdes till havs. De två sista bärgningsfartygen, Montmagny och Algerine, fann sammanlagt fem kroppar. Långa listor publicerades fortlöpande där anhöriga kunde få klarhet i vilkas kroppar som tagits om hand, och sedan om de begravts till havs eller förts vidare till Halifax. De begravningar som genomfördes ute till havs utfördes med hjälp av en präst som höll i ceremonin. Det framfördes också musik, däribland psalmen Närmare, Gud, till dig. Under bärgningsarbetet fann man såväl kända som okända personer som intressanta föremål. Bland det som uppmärksammades var liket efter en tvåårig pojke som man till en början inte kunde fastställa någon identitet på. Pojken gick sedan följaktligen i årtionden under namnet ”det okända barnet” tills det att man år 2007 till sist lyckades identifiera kroppen som Sidney Leslie Goodwin.
I den svenske tredjeklasspassageraren Mauritz Ådahls kläder fann man bland annat ett fickur som hade stannat på 02.34 (cirka 14 minuter efter Titanics förlisning), en vigselring, pennkniv, anteckningsbok och manschettknappar. Hans värdesaker sändes hem till hustrun Emelie, och sedan 1995 finns klenoderna på Utvandrarnas Hus i Växjö. Bland de förstaklasspassagerare som bärgades fann man desto värdefullare föremål. På liket efter John Jacob Astor, en av dåtidens rikaste personer, fann man i fickorna förutom en diamantring med tre stenar också en guldklocka, en guldpenna och kontanter till ett värde av närmare 70 000 kr i dagens (2016) penningvärde.
Sammanlagt bärgades 330 lik varav 239 blev identifierade.

### Sjöförklaringar i USA och England
Omvärldens chock över det inträffade förbyttes ganska snart till känslor av ilska och bitterhet mot White Star Line. Anledningen till detta var den höga dödssiffran som till stor del berodde på skeppets fåtaliga livbåtar beräknat till endast hälften av passagerarantalet. Frågor som ställdes var bland annat ”varför räddades inte fler människor?” och ”hur var det överhuvudtaget möjligt att skeppet kunde sjunka?”
Den 17 april, bara två dagar efter katastrofen, inleddes förberedelserna för ett amerikanskt sjöförhör. Förhöret ägde sedan rum 19 april–25 maj i New York med senator William Alden Smith som ordförande. Smith ville samla in redogörelser från passagerare och besättning medan händelserna fortfarande var färskt bevarade i deras minnen. Han var också tvungen att snabbt kalla alla överlevande brittiska passagerare och besättningsmän att vittna inför rätta medan de fortfarande befann sig på amerikansk mark, vilket skulle förhindra deras återresa till Storbritannien fram till den amerikanska rättsprocessens avslut 25 maj.
Det brittiska sjöförklaringen, med totalt 96 närvarande vittnen, startade den 2 maj i Scottish Drill Hall i London och varade fram till 3 juli 1912. I och med att det amerikanska förhörets tidigare start skickades en del rapporter därifrån över till England. En tydlig skillnad mellan de båda ländernas metoder under utredningen var senator Smiths grundliga förhör av många passagerare, medan britterna endast förhörde tre personer – Sir Cosmo, Lady Duff Gordon och Joseph Bruce Ismay, dessutom på deras egen begäran. Frågor ställdes även till andrestyrman Charles Lightoller och kaptenen på skeppet Californian, Stanley Lord. Enligt de undersökningar som gjordes befann sig Californian närmare Titanic än vad som tidigare angetts, varför man menade att kapten Lord kunde agerat annorlunda för att minska förlusten av människoliv. Telegrafist Cyril Evans fick dock inget klander för att han så olyckligt hade slutat sin vakt på Californian, vilket han hade all rätt till efter drygt 16 timmars tjänst. Däremot blev det många diskussioner om redarens snålhet, som bara kostat på fartygen en ensam telegrafist. Av de 25 622 frågorna som skulle besvaras behandlade 26 frågor bland annat Titanics fart, antalet ombord, antalet omkomna och räddade, dess konstruktion, och isförhållandena. Den som under förhörsprocessen fick motta den kraftigaste kritiken var en av White Star Lines direktörer, Bruce Ismay. Under förhörstiden omnämndes han i tidningar som en feg ynkrygg då han valt att stiga ned i en livbåt och rädda sitt eget liv, före hundratals kvinnor och barn. Lightoller, den högst rangordnade av den överlevande besättningen, fick besvara över 1 600 frågor.

### Hjälpinsamlingar och ersättningskrav

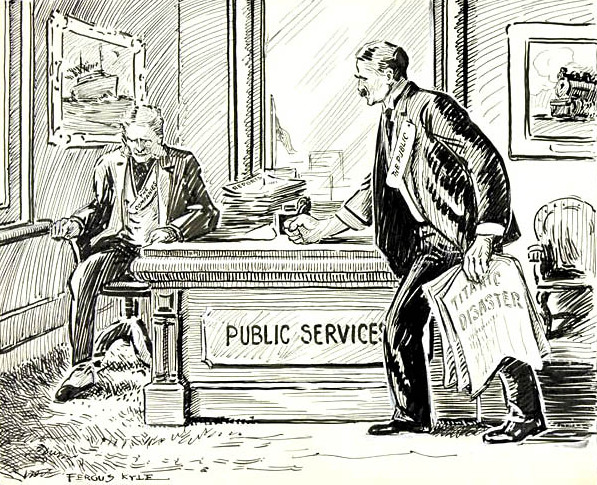
Politisk karikatyr från 1912 som visar hur allmänheten kräver svar från rederiet om Titanic-katastrofen.

När överlevande passagerare anlände till New York den 18 april möttes de av närmare 40 000 nedslagna och nyfikna människor, anhöriga och reportrar. För de flesta överlevande passagerarna var läget mycket svårt. Många barn var nu faderslösa och massvis av kvinnor hade förlorat sina män. Värdesaker som pengar och smycken hade för många försvunnit ned i havsdjupet. Vissa tredjeklasspassagerare ägde numera bara de kläder de haft på sig under resan. För att hjälpa offren och deras familjer inrättades många välgörenhetsorganisationer med olika former av insamlingar. Det anordnades minneshögtider för och restes minnesmonument över de omkomna. I och med att svenskar var den tredje största gruppen ombord väckte olyckan starka känslor i Sverige. Utöver att det skrevs mycket om olyckan i landets tidningar bildades olika bidragsfonder med avsikt att hjälpa de drabbade. Den 5 maj 1912 arrangerades en ”benefit-konsert”, även kallad ”välgörenhetskonsert” i de svenska tidningarna, där olika summor pengar betalades ut till en majoritet av de överlevande, bland annat till familjen Asplund som rest i tredje klass. Andra stora konserter arrangerades till förmån för de efterlevande i bland annat Umeå och Visby. I så gott som hela västvärlden fanns både stora och små fonder. I USA, där Röda korset var den dominerande fonden, var man mycket snabba med att inrätta olika former av insamlingar och här skänkte man inte bara pengar till de drabbade utan även kläder. Också i Storbritannien var insamlingarna i full gång. Här uppkom så småningom de största fonderna, bland annat Mansion House Fund, som fick ihop totalt 274 000 pund. De båda brittiska tidningarna Daily Mail och Daily Telegraph lyckades tillsammans samla ihop ett värde på närmare 100 000 pund.
De överlevande krävde rederiet White Star Line på stora skadeståndsbelopp, då många som tidigare nämnts förlorat mycket av sina värdesaker. Det var många familjer och släktingar till dessa som inte bara drabbades ekonomiskt utan också mycket svårt på det psykiska planet. Vissa gick i konkurs och fick sälja sina gårdar och sin egendom, andra tvingades lägga ned sina karriärer på grund av sorg, däribland ett av Norges mest kända skådespelarpar före första världskriget, Johan och Alma Fahlstrøm, vilka förlorat sin ende son Arne Fahlstrøm. I Southampton vilade en extra stor sorg över samhället då man var den stad som drabbats allra svårast då fler än 500 besättningsmedlemmar härrörde härifrån. Bland de överlevande väntade nu en ständig uppmärksamhet från både media och världsbefolkningen. För många var denna uppmärksamhet mycket besvärande. Anna Turja, resenär från Finland i tredje klass, minns tillbaka:
| ” | "Från New York tog vi oss till Buffalo. Och även på tåget visste folk att vi hade varit med på Titanic. Jag var nästan som ett utställningsobjekt. Jag fick inte vara ensam, utan jag hade en kvinna som sällskap, men hon kunde inte finska. Det kom folk som bara ville skaka hand med mig, för att jag varit med om en sådan olycka. Det var ju den största sjöolycka som hade hänt. På sjukhuset kom det många rika människor och tyckte det var konstigt att en sån fattig flicka som jag hade räddat mig, när så många andra rika hade dött." | „ |

## Orsaker till förlisningen

Illustration som visar hur isberget skadade Titanics skrov vid kollisionen.

När man försökte utreda hur olyckan överhuvudtaget var möjlig och vem eller vilkas misstag som låg bakom Titanics tragiska öde så fanns en rad olika åsikter. Farten lyftes fram som en stor orsak då fartyget höll hög hastighet trots att man befann sig mitt i stora isfältsområden. Här belades kapten Smith i de båda utredningar (sjöförhör) som företogs efter olyckan med stor skuld. Han anses ha negligerat de faror som han måste ha insett fanns, när man med hög fart anträdde ett område känt för drivande isberg. Det svaga agerandet av Titanics båda telegrafister ses också som en faktor. Skulle de tagit isbergsvarningar från andra fartyg på allvar hade man troligen kunnat avvärja en kollision. Främst menat i detta sammanhang är ett meddelande från Californian klockan 23.05, då telegrafist Phillips irriterat svarat att han arbetade med annat, då Californians telegrafist inte följt gällande normer för radiokommunikation.
På senare år har nya efterforskningar fört fram flera andra orsaker till Titanics förlisning. Man menar bland annat att fartygets konstruktion hade kunnat göras säkrare. En teori som stöds av flera franska experter är att fartyget var konstruerat med nitar av dålig kvalitet. När man kolliderade med isberget brast de sköra nitarna och plåtarna lossnade ifrån varandra. En forskare vid Ohio State University hävdar att en kolbrand som ska ha skett ombord kan ha varit en av anledningarna till förlisningen. Denne avvisar också ryktet om att Titanic hade för hög fart med syftet att slå hastighetsrekord. Han menar att fartyget helt enkelt inte var byggt för sådan fart, samtidigt som man från rederiets sida inte skulle ha slösat och lagt energi på denna bedrift, beroende på den kolstrejk som rådde vid tiden. Det har också hävdats att Titanics roder skulle ha varit underdimensionerat och att fartyget trots fullt roderutslag inte kunnat svänga undan tillräckligt.
Med hänvisning enbart till den höga dödssiffran råder det ingen tvekan om att fartyget hade för få livbåtar, sammanlagt 20 stycken med plats för 1178 människor. Dessa var konstruerade av den svenske uppfinnaren Axel Welin och enligt dennes ritningar hade fartyget kunnat ta 12 fler, totalt 32 stycken. Trots det låga antalet livbåtar ombord bröt rederiet emellertid inte mot några lagar. Detta då sjölagen från 1894 påbjöd att fartyg med en vikt över 10 000 ton endast behövde 16 livbåtar. Frågan kring det låga livbåtsantalet blev ett hett samtalsämne under sjöförhören efter förlisningen. En man som förde fram sina åsikter angående detta ämne var Alexander Carlisle. Han hävdade att han till en början föreslagit mer än 64 livbåtar för skeppet och att Bruce Ismay informerats om detta – vilket dock den senare i förhör förnekade. Det höga dödstalet berodde också på att många av livbåtarna endast firades ned halvfulla. Skarp kritik riktades därför till exempel mot andrestyrman Lightoller som varit en av de ansvariga för vilka som fick beträda livbåtarna. Man lyckades dock aldrig vid de båda sjöförhören bestämma vem eller vad som var den ”egentliga” orsaken till förlisningen och att så många därvid omkommit. En av de av anklagelser mest ansatta var dock Stanley Lord, kaptenen på Californian, som man (felaktigt) menade befunnit sig nära Titanic vid tiden för förlisningen och därför borde ha agerat snabbare och bättre än vad han gjorde. För varje år som går förs nya teorier fram angående den tragiska olyckan. Trots detta kommer man troligen aldrig få fram EN enda direkt, egentlig orsak då flera varandra närliggande faktorer och misstag samspelade innan och under fartygets undergång och det ena inte nödvändigtvis utesluter det andra.

## Efterspel

### Nya riktlinjer för sjöfarten
På grund av olyckan med Titanic följde förändringar av internationella sjöregler. Efter de båda sjöförhören kom man även fram till att stora förändringar skulle göras inom sjösäkerhet och havspolitik. Här nedan följer några av de ändringar som kom till stånd under åren närmast efter katastrofen:
- Livbåtar ska finnas till samtliga ombord.
- Radiobevakning ska äga rum dygnet runt.
- SOS ska gälla som internationell nödsignal. Den ersatte CQD följt av skeppets anropssignal (MGY var Titanics).
- Livbåtsövningar ska genomföras.
- Internationella ispatrullen bildas två år efter olyckan.
- Fartygens rutter över Atlanten ändras till att gå i en mer sydlig riktning för att undvika isberg.

Av dessa ändringar gäller samtliga än idag. Ett av de mer självklara besluten som fattades var att livbåtar ska finnas till samtliga ombord. I och med Radiolagen från 1912 som drevs igenom av USA:s regering, och med International Convention for the Safety of Life at Sea, blev det bestämt att radiobevakning skall bedrivas dygnet runt på skeppen. Lagen kom till stånd mycket på grund av att Californian, närmast Titanic vid olyckstillfället, hade stängt av sin radio vilket försenat räddningsaktionen. Man kom även överens om att avskjutning av röda raketer skulle tolkas som nödsignaler. Detta beslut grundades på att de röda raketer som Titanic skjutit upp vid förlisningen av andra närliggande fartyg först tolkades som festliga fyrverkerier vilket också det fördröjde aktioner i räddningssyfte. Efter katastrofen infördes också vissa konstruktionsändringar på fartyg. Till exempel utvidgades skroven över vattenlinjen till dubbla skrov. Skotten höjdes för att göra fartygen ännu vattentätare än vad man ansåg Titanic var.

### Vraket återfinns

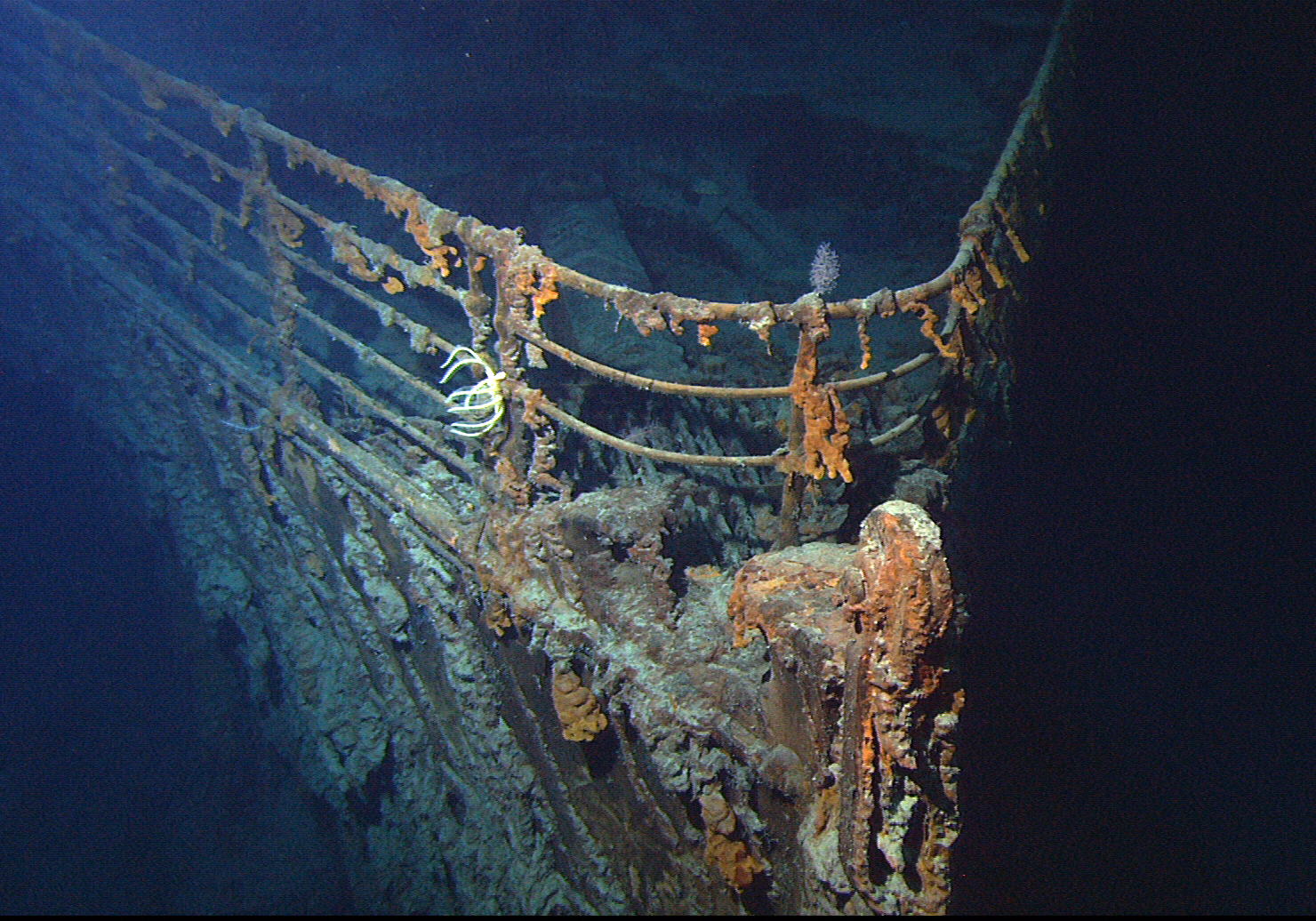
Fören på vraket Titanic på 3 700 till 3 800 meters djup. Foto från 2004.

Huvudanledningen till att det tog 73 år innan man lyckades finna Titanics vrak var att man inte visste var det befann sig. Också det stora djupet var ett bekymmer. Skeppet antogs ligga mer än 3 700–3 800 meter under ytan, och för att ta sig ner på ett sådant djup skulle det krävas en utrustning som kunde tåla ett omgivande tryck på cirka 370 kg per kvadratcentimeter; denna teknik var på ett tidigt stadium inte tillgänglig. Även tekniken spelade en stor roll för det senare återfinnandet då man tidigare inte haft tillgång till de avancerade datahjälpmedel som till sist visade sig vara nödvändiga.
Trots den vid tiden bristfälliga marina tekniken sjösattes tidigt efter Titanics förlisning olika expeditioner för att lokalisera vraket och en mängd olika förslag på hur man skulle kunna bärga det fördes fram under åren som följde. Den omkomne John Jacob Astors familj var bland de första som utverkade planer på hur man skulle hitta vraket. Med hjälp av bomber tänkte man spränga i havet så att eventuella vrakdelar och kroppar skulle flyta upp. Av detta blev det dock inget. Andra vrakletare har genom årens lopp tänkt fram allehanda fantasifulla metoder för att bärga skeppet; till exempel med hjälp av stora magneter eller heliumfyllda ballonger. Inte heller något av detta kom till stånd då man fortfarande inte kunde fastställa skeppets position.
Efter en utökad modern teknik med ubåtar och möjligheten att ta skarpa bilder långt under vattenytan lyckades en amerikansk-fransk expedition ledd av Jean-Louis Michel och Robert Ballard den 1 september 1985 till sist lokalisera Titanic på 3 810 meters djup, 41°43′55″N 49°56′45″V / 41.73194°N 49.94583°V, 600 NM sydost om Newfoundland. Det blev då tydligt att den position fjärdestyrmannen Joseph Boxhall angivit som skeppets förlisningsplats inte varit helt korrekt då man fann vraket 21,2 km från dennes i efterhand korrigerade CQD-koordinater (de ursprungliga koordinaterna från olycksnatten var hela 33,5 km fel). Upptäckten av vraket efter Titanic medförde stor uppståndelse och var snart en förstasidesnyhet i hela världen. Ubåtar med avancerad kamerateknik sökte igenom vrakplatsen noga och fann att skeppet vid förlisningen hade brutits sönder i två delar vilka låg på botten med ungefär 500 meters avstånd, separerade av ett område med sönderslitna vrakdelar. Detta var en överraskning då man ända från förlisningen fram till fyndet av vraket hade haft uppfattningen att skeppet gått till botten i en del. Stäven var djupt nedborrad i bottenslammet och de förmodade hålen i skrovets sida från kollisionen med isberget gick inte att se.
Vid undersökningen fann man att sektionerna av skeppet hade slagit i havsbotten med en avsevärd hastighet vilket lett till att fören tryckts ihop och att akterdelen helt kollapsat. Fören var vid upptäckandet i förhållandevis gott skick och innehöll överraskande nog några intakta interiörer. I motsats till detta var aktern fullständigt förstörd. Däcken hade packats ihop på varandra och mycket av skrovpläteringen hade slitits ut och låg utspridda över havsbotten. Det mycket sämre skicket på akterdelen beror förmodligen på de strukturella skadorna som uppkom under förlisningen. Således försvagad, blev det som var kvar av akterdelen kraftigt tillplattad vid sammanstötningen med havsbottnen.
De två sektionerna var omgivna av ett stort fält med allehanda skräp som mätte ungefär 8,0 km × 4,8 km. Fältet innehöll (vid ytterligare undersökning år 2012) hundratusentals objekt, till exempel skrovdelar, möbler, serviser och personliga föremål som föll från skeppet när hon sjönk eller utstöttes när skeppet nådde havsbotten. Skräpfältet blev också den sista viloplatsen för ett antal av Titanics offer. De flesta av kropparna och kläderna hade med tiden konsumerats av havslevande varelser och bakterier och kvar fanns vid upptäckandet av vraket endast skor och stövlar - som visat sig vara oätliga – som det enda tecknet på att liken av de olycksdrabbade en gång legat där.

### Senare historia
Sedan dess upptäckt har Titanics vrak besökts vid ett flertal tillfällen av utforskare, forskare, filmskapare, turister och bärgare som har bevarat tusentals föremål från skräpfältet för bevarande och offentlig visning. 2023 försvann undervattenfarkosten Titan tillhörande företaget Oceangate, under en nedstigning till vraket. Bland de fem ombordvarande fanns företagets VD samt den franske sjöfartsexperten Paul-Henri Nargeolet, med över 30 dyk till Titanic bakom sig. Fyra dagar senare upptäcktes vrakspillror av Titan nära Titanic, vilket antas betyda att alla ombord förolyckats.
Många forskare, däribland upptäckaren Robert Ballard, är oroliga för att besök från turister och andra vrakletare ska påskynda förfallet av vraket. År 2010 skickades en tjugo dagar lång expedition iväg från Newfoundland; detta med målet att virtuellt bevara Titanic i dess dåvarande skick –  med hjälp av fotografier och video för att göra tredimensionella översiktsbilder över området – och för att försöka uppskatta hur länge vraket kunde tänkas finnas kvar. Redan tidigare hade inbucklade tak, svaga däck och en kollapsande akter dokumenterats och de nya rapporterna avslöjade att fartyget var på väg att helt vittra sönder. Till exempel hade promenaddäcket fortsatt att sönderfördelas och beräknades kunna implodera inom två decennier. Huvudsakligen var – och är det fortsatt än idag – marina organismer som åt/äter på skeppet; bland annat mollusker som konsumerar mycket av träet och mikroskopiska bakterier och svampar som långsamt bryter ned metallen. Andra senare uppskattningar gör gällande ungefär samma sak som det expeditionen från 2010 kom fram till; att det inte kommer att dröja länge (innan år 2031 respektive mellan år 2025-2045) innan fartyget helt har sönderfallit till en hög med skrot. 
Vraket efter Titanic faller under ramen för Unesco-konventionen från 2001 om "skydd av kulturarv under vatten". Det innebär att alla stater som står bakom konventionen förbjuder plundring, kommersiellt utnyttjande, försäljning och spridning av vraket och dess artefakter. På grund av platsen för vraket, i internationellt vatten, och avsaknaden av exklusiv jurisdiktion över vrakområdet idkar konventionen ett system för samarbete mellan staterna. Staterna informerar härigenom varandra om eventuell verksamhet som rör forntida skeppsbrott, som Titanic, och samarbetar för att förhindra oskäliga eller oetiska interventioner.

## Kronologi
Samtliga klockslag avser skeppstid.
2 april
- Titanic bogseras ut från hamnen i Belfast för avresa mot Southampton.

10 april
- 12.00: Titanic lämnar Southampton i södra Storbritannien för avresa mot Cherbourg, Queenstown och New York.
- 19.00: Titanic anländer till Cherbourg i norra Frankrike för att ta upp nya passagerare.
- 21.00: Titanic avgår från Cherbourg till Queenstown på Irland.

11 april
- 12.30: Titanic anländer till Queenstown på södra Irland för att ta passagerare och post. En eldare smiter iland, vilket troligen räddade hans liv.
- 14.00: Titanic avgår från Queenstown mot slutdestinationen New York med ca 1317 passagerare och ca 885 besättningsmän. Sammanlagt befinner sig ca 2225 personer ombord på skeppet.

14 april
- 9.00: Titanic tar emot dagens första varning om isberg
- 14.00: Kapten Smith vidarebefordrar den andra varningen om isberg till Titanics ägare Bruce Ismay.
- 17.50: Titanic ändrar kurs från sydväst till mera rakt västerut. Detta var planerat men försenades något då man vill komma mer söderut för att undvika regioner av isfält.
- 18.00: Andrestyrman Charles Lightoller tar över på bryggan efter överstyrman Wilde.
- 19.20: Radiooperatören Bride tar emot varningar från SS Californian om tre isberg. Telegrammets innehåll får dock aldrig några följder för nya order.
- 21.00: Utkiken i mastkorgen uppmanas att hålla skarp utkik efter is.
- 21.30:  Lightoller säger till timmermannen och maskinrummet att ge akt på färskvattenförrådet då det finns risk att det fryser på grund av den sjunkande temperaturen.
- 21.40: En femte isbergsvarning tas nu emot. Då den inte är märkt på rätt sätt behandlas det som ”icke brådskande”.
- 22.00: Frederick Fleet och Reginald Lee börjar sitt pass som utkiksmän. Förstestyrman William Murdoch tar över uppe på bryggan.
- 23.05: Fartyget Californian varnar för is men svaras bryskt av Titanics telegrafist som är upptagen med att skicka iväg passagerares telegram.
- 23.30: Isberget är nu bara 6,5 km och 10 minuter bort
- 23.39: Utkiken Fleet upptäcker ett stort isberg rakt föröver om Titanic och larmar bryggan där sjättestyrman James Paul Moody tar emot samtalet.
- 23.40: Titanic kolliderar med isberget på sin styrbordssida (höger) efter en misslyckad undanmanöver.

15 april
- 00.05: Besättningen får order om att göra i ordning livbåtarna. Order ges till besättning och passagerare att samlas vid livbåtarna uppe på däck.
- 00.15: Kapten Smith får information om att fartyget kommer att sjunka. Telegrafisten på Titanic skickar ut nödsignalen CQD ett antal gånger.
- 00.20: Matrosernas hytter på E-däck översvämmas av vattenmassor.
- 00.25: Cunard Lines fartyg Carpathia svarar på nödanropet och vänder med högsta fart (17 knop) mot det sjunkande Titanic.
- 00.45: Första livbåten, nr 7, firas ned i vattnet.
- 02.05: Sista livbåten, den hopfällbara D, firas ned.
- 02.17: Titanic skickar ut sin sista nödsignal.
- 02.18: Den elektriska belysningen slocknar.
- 02.20: Titanic sjunker med fören först ned i havet.
- 04.10: Den första livbåten, nr 2, tas upp av Carpathia.
- 08.30: Sista båten, nr 12, tas upp.
- 08.50: Carpathia ger upp hoppet om att hitta fler överlevande och vänder kursen mot New York med 710 överlevande ombord. 1 514 människor har mist livet i en av världens värsta fartygskatastrofer.

18 april
- Carpathia anländer till New York med överlevande.

19 april–25 maj
- Sjöförhör angående katastrofen hålls på hotellet Waldorf-Astoria i New York. 82 personer kallas för att vittna.

2 maj–3 juli
- Sjöförhör angående katastrofen hålls i den brittiska handelskammaren. 96 personer kallas för att vittna.

## Titanici kulturen
När den amerikanska författaren Walter Lord publicerade sin bok A Night to Remember (1955) fick världen åter upp ögonen för Titanic. Boken blev en succé och såldes i stora upplagor i stora delar av världen och filmatiserades också år 1958 med samma titel. År 1955 låg Lords bok på första plats bland de mest sålda böckerna i The New York Times. Titanic blev på nytt uppmärksammad efter Estoniakatastrofen 1994 då dessa båda fartygsförlisningar jämfördes. 
Många frågor har ställts om Titanic. Än idag fascinerar katastrofen och det kommer regelbundet nya filmer eller dokumentärer om händelsen och böckerna som har skrivits om Titanic kan räknas i hundratal. På många platser i världen finns, och bildas det nya, föreningar och intressegrupper som behandlar frågor om Titanic och intresset tycks inte avta.

### Populärkultur

#### Filmatiseringar i urval

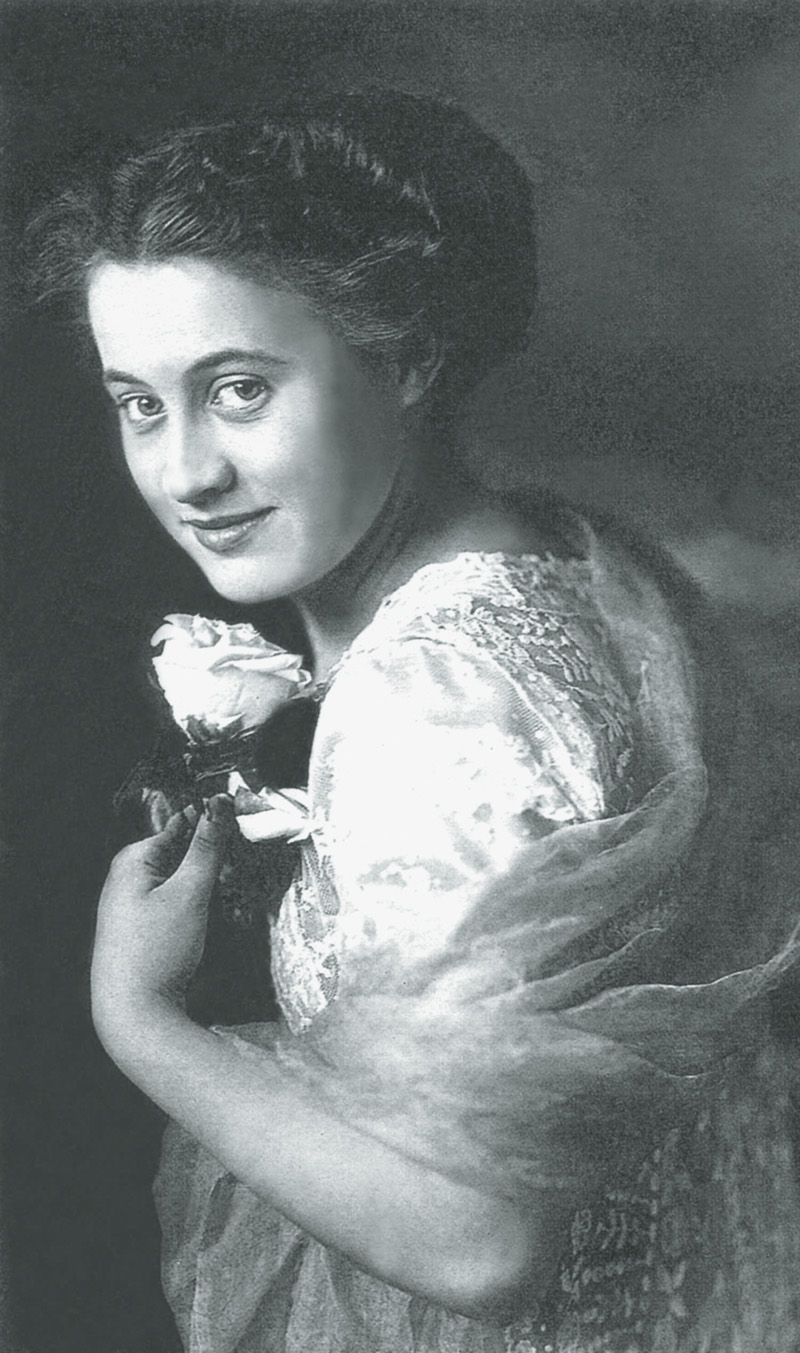
Skådespelaren Dorothy Gibson överlevde förlisningen och medverkade strax därefter i den första filmen om händelsen, Saved from the Titanic (1912).

- Saved from the Titanic (1912) – Den första filmen om Titanic, där huvudrollen spelas av Dorothy Gibson, som överlevde förlisningen 29 dagar före filmens premiär.
- Atlantic (1929) – Den första ljudfilmen om Titanic, med Franklin Dyall och Madeleine Carroll i huvudrollerna.
- Titanic (1943) – Propagandafilm från Nazityskland som använder Titanic och dess förlisning som bakgrund. Regisserad av Werner Klingler och Herbert Selpin. Med bland andra Sybille Schmitz, Hans Nielsen och Kirsten Heiberg i rollerna.
- Titanic (1953) – Amerikansk film regisserad av Jean Negulesco. Filmen vann en Oscar för bästa originalmanus, skrivet av Charles Brackett, Richard L. Breen och Walter Reisch. Med bland andra Clifton Webb, Barbara Stanwyck och Robert Wagner i huvudrollerna.
- Titanics undergång (A Night to Remember, 1958) – Brittisk film regisserad av Roy Ward Baker. Filmen baseras på boken med samma originaltitel av Walter Lord. Huvudrollen spelades av Kenneth More. Filmbolaget Rank Organisation höll på att gå i konkurs på grund av filmkostnaderna.[296]
- Colorados vilda dotter (1964) – Amerikansk musikalfilm med Debbie Reynolds om Molly Browns liv och vistelse på Titanic, en av de mest omtalade överlevarna från katastrofen.
- S.O.S. Titanic (1979) – TV-film regisserad av William Hale. Med bland andra Cloris Leachman, Ian Holm och Helen Mirren. Filmen Emmynominerades.
- No Greater Love (1996) – Amerikansk TV-film i regi av Richard T. Heffron, med Kelly Rutherford och Chris Sarandon, baserad på Danielle Steels roman.
- Titanic (1996) – Kanadensisk-amerikansk miniserie regisserad av Robert Lieberman. Vann en Emmy Award och nominerades till ytterligare en. I rollerna ses bland andra Catherine Zeta-Jones, George C. Scott och Peter Gallagher.[297]
- Titanic (1997) – Amerikansk film, belönad med 11 Oscar, bland annat för bästa film och bästa sång. Filmen regisserades av James Cameron som även skrev manus. Huvudrollerna spelades av Leonardo DiCaprio och Kate Winslet.[298] Filmen hade nypremiär i 3D vid 100-årsdagen 2012.
- The legend of the Titanic (1999) – Animerad musikalfilm som utspelar sig på Titanic.
- Titanic the legend goes on (2000) – Italiensk animerad barnfilm som handlar om talande djur och utspelar sig ombord på Titanic.
- Titanic (2012) – TV-serie i fyra avsnitt, med manus av Julian Fellowes. Med bland andra Steven Waddington, Stephen Campbell Moore och Celia Imrie i rollerna
- Titanic: Blood and Steel (2012) – TV-serie i 12 avsnitt med bland andra Kevin Zegers, Neve Campbell och Chris Noth i rollerna.

#### Böcker
- Wetterholm, Claes-Göran (1999). Titanic ([Ny, utök. utg.] /rev. uppl.). Stockholm: Prisma. Libris 7408694. ISBN 91-518-3644-0 (inb.)
- Wetterholm, Claes-Göran (2008). Sagoskeppet: Titanics myter, Titanics människor. Stockholm: Ekerlid. Libris 10697815. ISBN 978-91-7092-084-4 (inb.)
- Lord, Walter (1955) (på engelska). A Night to Remember. New York: Holt, Rinehart and Winston. Libris 2785244, filmatiserad 1958
- Lynch, Don; Marschall Ken (1998[1992]) (på engelska). Titanic: an illustrated history. London: Hodder & Stoughton. Libris 4852555. ISBN 0-340-73841-3 (pbk)
- Gracie, Archibald (1913). Sanningen om Titanic. Stockholm: Bonnier. Libris 1633913
- Pettersson, Jerker (2014). Titanicmannen - En oändlig efterforskande historia. Tyresö: Makeit.se/publishing. Libris 16974419

#### Dokumentärfilmer i urval
- National Geographic: Titanics hemlighet (1987) regisserad av Nicolas Noxon och där Dr Robert Ballard leder sökandet efter Titanic.
- Ghosts of the Abyss (2001) av James Cameron använder avancerad 3D-teknik och besöker vraket efter Titanic.

#### Musik i urval
- ”Titanic” av Mikael Wiehe
- ”Titanic (My Over) Reaction” av punkbandet 999
- ”Titanic” av Oddjobb
- ”Titanic Love Theme” av James Last
- ”My Heart Will Go On” av Celine Dion var ledmotivet till filmen Titanic (1997)
- ”Rest in Pieces (April 15, 1912)” av Metal Church
- ”God Moves on the Water” Gospelblueslåt av Blind Willie Johnson, inspelad 1929
- ”Tempest” av Bob Dylan från albumet med samma namn (2012).
- ”S:O:S” av Saxon från albumet Destiny (1988).

#### Datorspel
- Titanic Adventure out of time (1996) Utgivare: Cyberflix
- Ship Simulator 2006
- Ship Simulator 2008
- Ship Simulator 2010